# 菅原道真
菅原 道真（すがわら の みちざね、承和12年6月25日〈845年8月1日〉- 延喜3年2月25日〈903年3月26日〉）は、日本の平安時代の貴族、学者、漢詩人、政治家。参議・菅原是善の三男。官位は従二位・右大臣。贈正一位・太政大臣。
忠臣として名高く、宇多天皇に重用されて、寛平の治を支えた一人であり、醍醐朝では右大臣にまで上り詰めたが、藤原時平の讒言（昌泰の変）により、大宰府へ大宰員外帥として左遷され現地で没した。死後は怨霊になり、清涼殿落雷事件などで日本三大怨霊の一人として知られるが、現在では天満天神として大衆から大事に信仰されており、守護神として愛されて祭祀されており、学問の神様として親しまれる。太宰府天満宮の御墓所の上に本殿が造営されている。
小倉百人一首では、菅家。

## 生涯

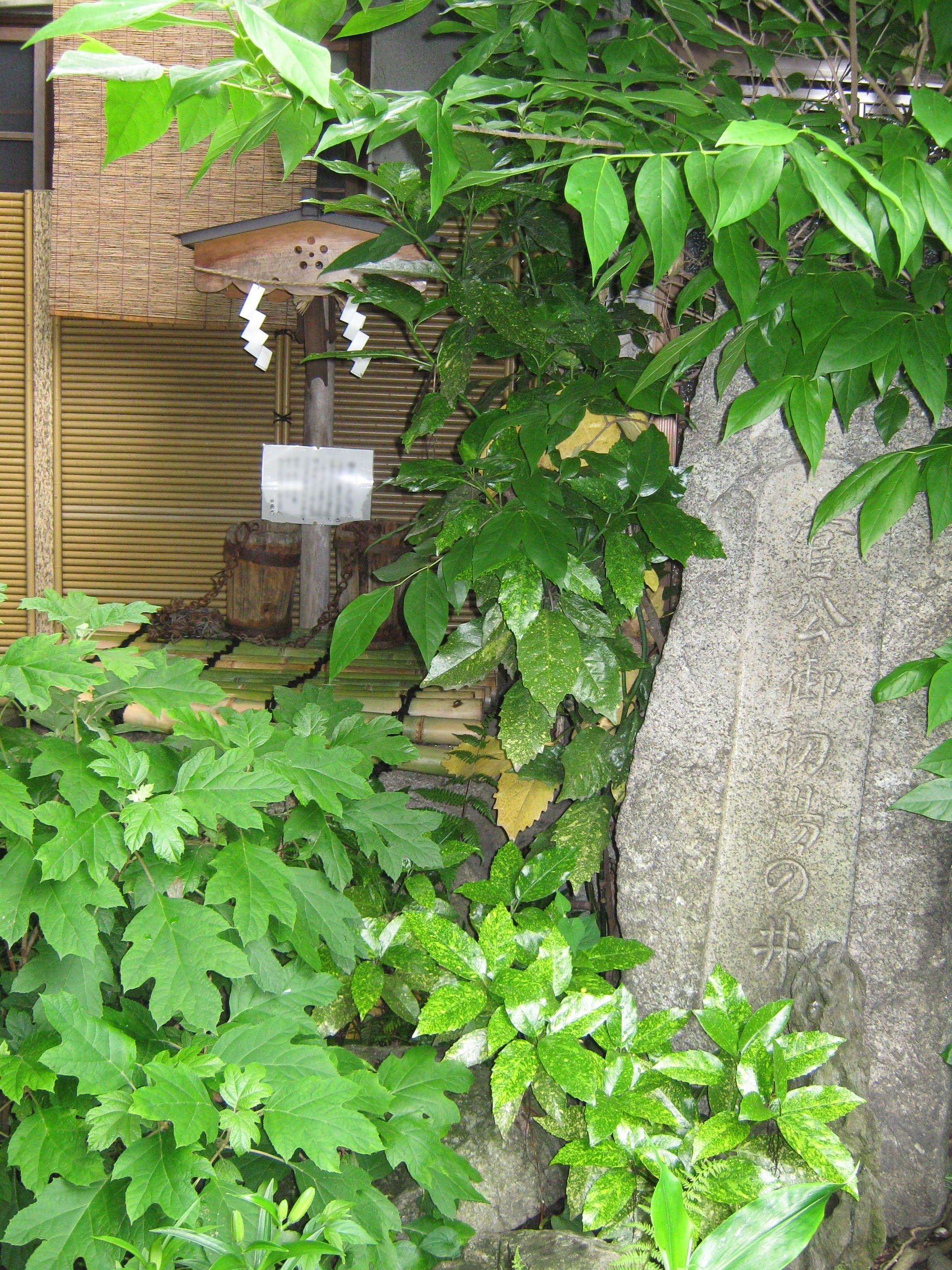
道真の産湯井戸と言われている井戸、菅原是善邸跡、京都市上京区

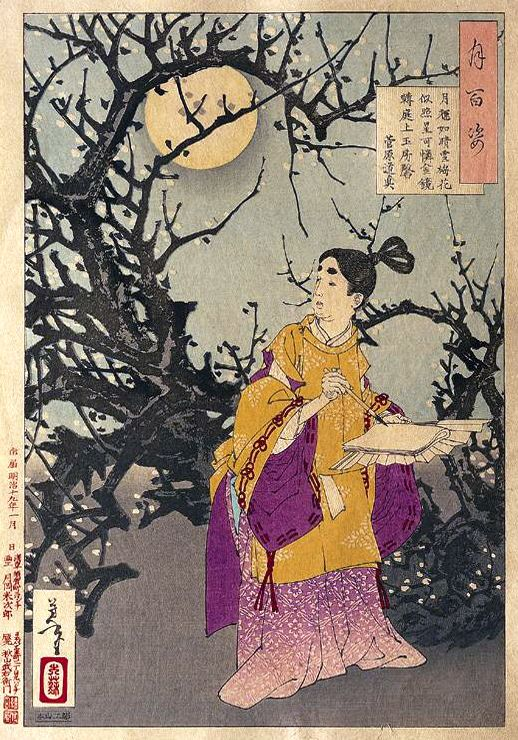
『月輝如晴雪梅花似照星可憐金鏡転庭上玉房香』（月岡芳年『月百姿』）11歳で漢詩を作った

『梅紋』道真公・天満宮の象徴として使われる

道真は是善とその夫人・伴氏の3男として生まれ、幼名が「阿呼」（あこ）とされる。幼少期について信用できる史料はほとんどない。兄二人の記録はなく、道真も兄弟はいないとしていることから夭折したものと考えられてきたが、詩中に一人子の表現があり一人子説が支持されている。
道真は幼少より詩歌に才を見せ、11歳で初めて漢詩を詠んだ。『菅家御伝記』によれば、道真の師は文章生田口達音であったとされる。貞観4年（862年）18歳で文章生となる。貞観9年（867年）には文章生のうち2名が選ばれる文章得業生となり、正六位下・下野権少掾に叙任される。貞観12年（870年）、官吏登用試験『対策』の方略策に「中上」の成績で合格し、位階を進め、正六位上となった。玄蕃助・少内記を経て、貞観16年（874年）従五位下に叙爵し、兵部少輔ついで民部少輔に任ぜられた。当時の朝廷の第一人者藤原基経も道真の文才を評価した一人であり、父・菅原是善を差し置いて、度々代筆を道真に依頼している。元慶元年（877年）式部少輔次いで世職である文章博士を兼任する。元慶3年（879年）従五位上。元慶4年（880年）の父・是善の没後は、祖父・菅原清公以来の私塾である菅家廊下を主宰、朝廷における文人社会の中心的な存在となった。
仁和2年（886年）讃岐守（讃岐国司）を拝任、式部少輔兼文章博士を辞し、任国へ下向することとなった。道真はこの任が「左遷である」と言われていることが残念であると述べており、度々悲しみの意を表している。送別の宴で、道真は摂政藤原基経から詩をともに唱和するよう求められたが、落涙・嗚咽して一言しか発せなかったという。仁和3年末には一時帰京し、翌仁和4年（888年）正月には任地に戻った。この年の4月、阿衡事件が発生し、基経が職務を妨害する事態となった。道真は10月頃再び入京し、基経に事件の発端となった橘広相を罰しないように意見書（奉昭宣公書）を寄せて諌めたとされる。この書が出されたとされる11月にはすでに橘広相は赦免されており、基経の態度に影響を与えるものではなかったが、儒者による橘広相への非難を緩和する効果があった可能性も指摘されている。

### 宇多天皇の近臣
寛平2年（890年）任地より帰京した。道真は本来ならば任地で行う引き継ぎを行わず京都に戻っている。この年、阿衡事件の後も厚い信任を受けていた橘広相が病没し、宇多天皇は代わる側近として道真を抜擢した。寛平3年（891年）2月29日、道真は蔵人頭に補任された。蔵人頭は天皇近臣中の近臣ともいえる職であり、紀伝道の家系で蔵人頭となったのは、道真以前は橘広相のみであった。道真は蔵人頭を辞任したいと願い出ているが、許されなかった。さらに3月9日には式部少輔、4月11日に左中弁を兼務。翌寛平4年（892年）従四位下に叙せられ、12月5日には左京大夫となっている。寛平5年（893年）2月16日には参議兼式部大輔に任ぜられて公卿に列し、2月22日には左大弁を兼務した。4月2日には敦仁親王が皇太子となったが、宇多天皇が相談した相手は道真一人であったという。立太子に伴い、道真は春宮亮を兼ねている。
寛平6年（894年）遣唐大使に任ぜられるが、道真は唐の混乱を踏まえて遣使の再検討を求める建議を提出している。ただし、この建議は結局検討されず、道真は遣唐大使の職にありつづけた。しかし内外の情勢により、遣使が行われることはなかった。延喜7年（907年）に唐が滅亡したため、遣唐使の歴史はここで幕を下ろすこととなった。寛平7年（895年）参議在任2年半にして、先任者3名（藤原国経・藤原有実・源直）を越えて従三位・権中納言、権春宮大夫に叙任。また寛平8年（896年）長女衍子を宇多天皇の女御とし、寛平10年（898年）には三女寧子を宇多天皇の皇子・斉世親王の妃とし、宇多との結びつきがより強化されることとなった。

### 右大臣
宇多朝末にかけて、左大臣の源融や藤原良世、宇多天皇の元で太政官を統率する右大臣の源能有ら大官が相次いで没し、寛平9年（897年）6月に藤原時平が大納言兼左近衛大将、道真は権大納言兼右近衛大将に任ぜられ、この両名が太政官の長となる体制となる。7月に入ると宇多天皇は敦仁親王（醍醐天皇）に譲位したが、道真を引き続き重用するよう強く醍醐天皇に求め、藤原時平と道真にのみ官奏執奏の特権を許した。
醍醐天皇の治世でも宇多上皇の御幸や宴席に従うなど、宇多の側近としての立場も保ち続けた。
昌泰2年（899年）右大臣に昇進して、時平と道真が左右大臣として肩を並べた。道真は家が儒家であり家格が低いことと、出世につけて中傷が増えたため辞退したいと上申していたが、悉く却下された。翌昌泰3年（900年）には右近衛大将の辞意を示したが、これも却下された。一方で文章博士・三善清行が道真に止足を知り引退して生を楽しむよう諭す文章を送っている。8月21日には祖父以来の文章・詩をまとめた家集を醍醐天皇に献上し、「尽く金」と激賞された。

### 左遷と死
昌泰4年（901年）正月に従二位に叙せられたが、天皇を廃立して娘婿の斉世親王を皇位に就けようと謀ったとして、1月25日に大宰員外帥に左遷された。宇多上皇はこれを聞き醍醐天皇に面会しとりなそうとしたが、衛士に阻まれて参内できず、また道真の弟子であった蔵人頭藤原菅根が取り次がなかったため、宇多の参内を天皇は知らなかった。また、長男の高視を始め、子供4人が流刑に処された（昌泰の変）。道真の後裔である菅原陳経が「時平の讒言」として以降、現在でもこの見解が一般的である。
道真と時平の関係は険悪、あるいは対立的であったと捉えられることが多いが、実際は道真の家と時平の家はそれぞれの父親の代から関わりが深く、度々詩や贈り物を交わす関係であった。ただし、贈答詩については、道真から発したものはなく時平への返答のみである。昌泰2年（899年）には、時平が父基経の事業を受け継いで建設した極楽寺（現在の宝塔寺の前身）を定額寺とするための願い状の代筆を道真に依頼するなど、時平は文章家としての道真を高く評価していた。道真の失脚は、単に時平の陰謀によるものではなく、道真に反感を持っていた多くの貴族層の同意があった。
また『扶桑略記』延喜元年七月一日条に引く『醍醐天皇日記』は、藤原清貫が左遷後の道真から聞いた言葉として、「自ら謀ることはなかった。ただ善朝臣（源善）の誘引を免れることができなかった。又仁和寺（宇多上皇）の御事に、数（しばしば）承和の故事（承和の変）を奉じるのだということが有った」と記載している。これにより、廃立計画自体は存在したという見解もある。ただし、藤原清貫の報告について『菅家後集』で清貫が道真と面会した形跡がないことから実際にあった出来事なのか疑問も指摘されている。また、廃立計画の背景として、時平の妹である穏子の入内を望む醍醐天皇に対して、阿衡事件の経緯から基経の娘（時平の姉妹）の入内を拒んできた宇多上皇が反発したとする指摘がある。
太宰府への移動はすべて自費によって支弁し、左遷後は俸給や従者も与えられず、政務にあたることも禁じられた。『菅家後集』に収められた「叙意一百韻」では、左遷・流謫の身に至るまでの自らの嘆きを綴っている。大宰府浄妙院で謹慎していたが、左遷から2年後の延喜3年（903年）2月25日に大宰府で薨去し、安楽寺に葬られた。享年59。刑死ではないが、衣食住もままならず窮死に追い込まれたわけであり、緩慢な死罪に等しい。

### 死後の復権
延喜6年（906年）冬、道真の嫡子高視は赦免され、大学頭に復帰している。延喜8年（908年）に藤原菅根が病死し、延喜9年（909年）には藤原時平が39歳で病死した。これらは後に道真の怨霊によるものだとされる。延喜13年（913年）には右大臣源光が狩りの最中に泥沼に沈んで溺死した。
延喜23年には醍醐天皇の皇子で東宮の保明親王が薨御した。『日本紀略』はこれを道真の恨みがなしたものだとしている。4月20日（923年5月13日）、道真は従二位大宰員外帥から右大臣に復され、正二位を贈られた。
延長8年（930年）朝議中の清涼殿が落雷を受け、大納言藤原清貫をはじめ朝廷要人に多くの死傷者が出た（清涼殿落雷事件）上に、それを目撃した醍醐天皇も体調を崩し、3ヶ月後に崩御した。これも道真の怨霊が原因とされ、天暦元年（947年）に北野天満宮において神として祀られるようになった。
一条天皇の時代には道真の神格化が更に進み、正暦4年（993年）6月28日には贈正一位左大臣、同年閏10月20日には太政大臣が贈られた。

## 経歴
- 貞観4年（862年） 5月17日：文章生
- 貞観9年（867年） 正月7日[注釈 4]：文章得業生。2月29日：下野権少掾（得業生兼国）[48]
- 時期不詳：正六位下[49]
- 貞観12年（870年） 3月23日：対策[50]。5月17日：及第（問答博士・都良香）[50]。9月11日：正六位上（対策及第）[49]
- 貞観13年（871年） 正月29日：玄蕃助（得業生労）[48][注釈 5]。3月2日：少内記[48]
- 貞観14年（872年） 正月6日：兼存問渤海客使[49]。正月26日：去存問渤海客使（母服喪）[49]
- 貞観16年（874年） 正月7日：従五位下[48]。正月15日：兵部少輔[49]。2月29日：民部少輔[49]
- 貞観19年（877年） 正月15日：式部少輔[48]。9月16日：大嘗会御前次第司次官[49]。10月18日：兼文章博士[49]
- 元慶3年（879年） 正月7日：従五位上[49]
- 元慶7年（883年） 正月11日：兼加賀権守[48]。4月21日：治部権大輔[注釈 6]
- 元慶8年（884年） 10月2日：大嘗会前次第司次官[49]
- 仁和2年（886年） 正月16日：讃岐守、止式部少輔文章博士加賀権守[49]
- 仁和3年（887年） 11月17日：正五位下[48]
- 寛平2年（890年） 春：讃岐守得替
- 寛平3年（891年） 3月9日：式部少輔[48]。3月29日：蔵人頭[48]。4月11日：兼左中弁[48]。4月18日：禁色[48]
- 寛平4年（892年） 正月7日：従四位下[48]。12月5日：兼左京大夫[48]
- 寛平5年（893年） 2月16日：参議兼式部大輔、左中弁如元[48]。2月22日：兼左大弁、式部大輔如元[48]。3月15日：兼勘解由長官[48]。4月1日：兼春宮亮[48]
- 寛平6年（894年） 8月21日：兼遣唐大使[48]。12月15日：兼侍従[48]
- 寛平7年（895年） 日付不詳：兼近江守。10月26日：従三位、権中納言、余官如元[48]。11月13日：兼春宮権大夫[48]。
- 寛平8年（896年） 8月28日：兼民部卿、止式部大輔[48]。
- 寛平9年（897年） 5月：止左大弁か[48]。6月19日：権大納言兼右近衛大将、民部卿如元[48]。7月3日：止春宮権大夫（醍醐天皇受禅）[48]。7月13日：正三位（醍醐天皇即位）[48]。11月26日：兼中宮大夫（中宮＝皇太夫人・藤原温子）[48]
- 昌泰2年（899年） 2月14日：右大臣、右大将如元。[48]
- 昌泰4年（901年） 正月7日：従二位[48]。正月25日：左遷大宰員外帥[48]
- 延喜3年（903年） 2月25日：薨去[48]。
- 延喜23年（923年） 4月20日：贈右大臣、正二位[48]。
- 正暦4年（993年） 5月20日：贈正一位左大臣[48]。10月20日：贈太政大臣[48]。

## 家系
父は菅原是善、母は伴氏。菅原氏は、道真の曾祖父菅原古人のとき土師（はじ）氏より氏を改めたもの。祖父菅原清公と父はともに大学頭・文章博士に任ぜられ侍読も務めた学者の家系であり、当時は中流の貴族であった。母方の伴氏は、大伴旅人、大伴家持ら高名な歌人を輩出している。
正室は島田忠臣の娘、島田宣来子。忠臣は父も不明であるという家系の出身であったが、紀伝道においては道真の師であり、度々道真と詩や手紙を交わしあう関係であった。子は長男・高視や五男・淳茂をはじめ男女多数。子孫もまた学者の家として長く続いた。高視の曾孫が孝標で、その娘菅原孝標女（『更級日記』の作者）は道真の六世の孫に当たる。
特に高視の子孫は中央貴族として残り、高辻家・唐橋家をはじめ6家の堂上家（半家）を輩出した。明治時代になり5つの堂上家は華族に列し、当主はいずれも子爵に叙せられている。また高辻家からは西高辻家が別家し、太宰府天満宮の社家として現代に至る。

## 系譜
ただし伝承上の子も含む。
- 父：菅原是善
- 母：伴氏 - 伴真成の娘[注釈 8]
- 妻：島田宣来子 - 島田忠臣の娘
  - 長男：菅原高視（876 - 913年）
  - 女子：菅原衍子 - 宇多天皇女御
- 室：宮原？ - 宮原頴人の娘
  - 男子：菅原旧風
- 生母不明
  - 男子：菅原寧茂
  - 男子：菅原景行
  - 男子：菅原景鑑（? - 908年）
  - 五男：菅原淳茂（?- 926年）
  - 男子：菅原弘茂
  - 男子：菅原兼茂
  - 男子：菅原宣茂
  - 男子：菅原淑茂
  - 男子：菅原滋殖
  - 女子：菅原尚子 - 尚侍・尚膳
  - 女子：菅原寧子 - 尚侍、斉世親王室
  - 女子：菅原俊子 - 藤原発成室
  - 男子：阿満
  - 女子：紅姫
  - 男子：隈麿
  - 男子：長寿麿
  - 女子：みよこ姫
  - 男子：福部童子
  - 女子：苅屋姫
  - 男子：前田
  - 男子：原田
  - 男子：左座太郎（菅宰相）[注釈 9]
  - 男子：左座次郎（菅千代丸）
  - 男子：好寛

## 事績・作品

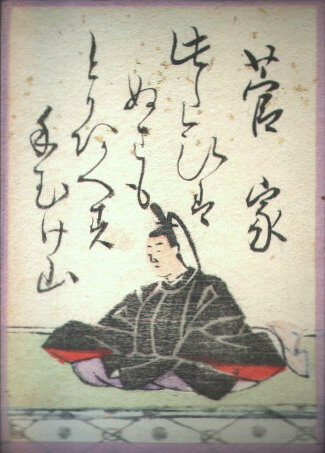
百人一首 菅家（菅原道真）
このたびは幣もとりあへず手向山もみぢの錦神のまにまに

著書には自らの詩、散文を集めた『菅家文草』全12巻（昌泰3年、900年）、大宰府での作品を集めた『菅家後集』（延喜3年、903年頃）、編著に『類聚国史』がある。日本紀略に寛平5年（893年）、宇多天皇に『新撰万葉集』2巻を奉ったとあり、『寛平御時后宮歌合』や『是貞親王歌合歌』などの和歌とそれを漢詩に翻案したものを対にして編纂した『新撰万葉集』2巻の編者と一般にはみなされるが、原撰本（上下巻）を道真、増補本（下巻に補填を加えたもの）を源当時ではないかという指摘がある。
私歌集として『菅家御集』などがあるが、後世の偽作を多く含むとも指摘される。『古今和歌集』に2首が採録されるほか、「北野の御歌」として採られているものを含めると35首が勅撰和歌集に入集する。
六国史の一つ『日本三代実録』の編者でもあり、左遷直後の延喜元年（901年）8月に完成している。左遷された事もあり編纂者から名は外されている。
祖父の始めた家塾・菅家廊下を主宰し、人材を育成した。菅家廊下は門人を一門に限らず、その出身者が一時期朝廷に100人を数えたこともある。菅家廊下の名は清公が書斎に続く細殿を門人の居室としてあてたことに由来する。

### 和歌
此の度は 幣も取り敢へず 手向山 紅葉の錦 神の随に（古今和歌集 羇旅歌。この歌は小倉百人一首にも含まれている）
海ならず 湛へる水の 底までに 清き心は 月ぞ照らさむ（新古今和歌集 雑歌下。大宰府へ左遷の途上備前国児島郡八浜で詠まれた歌で硯井天満宮が創建された。「海ならず たたえる水の 底までも 清き心を 月ぞ照らさん」）
東風吹かば にほひおこせよ 梅の花 主なしとて 春を忘るな（初出の『拾遺和歌集』による表記。後世、「春な忘れそ」とも書かれるようになった）
水ひきの 白糸延へて 織る機は 旅の衣に 裁ちや重ねん（後撰和歌集巻十九）〈今昔秀歌百撰23選者:松本徹〉
君が住む 宿のこずゑの ゆくゆくと 隠るるまでに かへりみしはや（『拾遺和歌集』巻六。歌集のもととなった『拾遺抄』の詞書には、「流され侍はべて後、妻のもとに言ひをこせて侍ける」と相手を明記。）

### 漢詩
月輝如晴雪　梅花似照星　可憐金鏡転　庭上玉房馨（月は雪の如く輝き　梅花は星の照るに似る　憐れむべし金鏡転じ　庭上に玉房馨れるを）十一歳の道真が詠んで周囲の大人たちを感嘆させたという漢詩。

駅長莫驚時変改 一栄一落是春秋（駅長驚くことなかれ 時の変わり改まるを 一栄一落 これ春秋。大宰府へ左遷の途上に立ち寄った播磨国明石駅家の駅長の同情に対して答えたもの。）
去年今夜待清涼 秋思詩篇獨斷腸 恩賜御衣今在此 捧持毎日拜餘香（去年の今夜清涼に待し、秋思の詩篇独り斷腸。恩賜の御衣今此こに在り、捧持して毎日余香を拝す。九月十日 太宰府での詠。）

### 彫刻
木造十一面観音立像 - 平安時代初期9世紀 -カヤ材の一木造で、彩色を施さない素地仕上げ。カヤ材をビャクダンの代用材として用いた檀像様（だんぞうよう）の作品。像高98cm。道明寺蔵の国宝

## 人物

### 人柄
- 詩作にも官能的で優美な表現を取り入れており、宮廷詩では美人舞妓の踊り乱れた姿や、髪・肌・汗・香・化粧・衣などの様子を詩で仔細に鮮やかに表現している[注釈 10]。ただし、常に浮かれていたわけではなく、特に盛り上がっている宴会のみで、普段の宴会では謹厳な態度を守り、自分の言行を抑える、というように二つの顔を使い分けていたという[56]。
- 子煩悩で子供に関しての詩を多く残しており、菅家文草「夢阿満」では、“阿満”という一番可愛がっていた子が亡くなると、神仏を恨み世界から天地がなくなった、と嘆くほど悲しんでいる。しかし、最後に幼い阿満が三千世界に転生するときに迷わぬよう、観自在菩薩に祈っている。
- 根っからの詩人で、詩が思い浮かぶとすぐさまその場で口ずさみながら、周りの物に書き付けるほどだった[57]。
- 自身の人生について、昔の栄達していたときは、世俗の煩わしさに縛られ窮屈だったが、今は罪を問われて左遷され、荒廃したあばら屋に閉じ込められた不自由な暮らし、と大宰府で述懐している[58]。
- どんな大量の黄金も、父祖から代々伝わった学識には遠く及ばない、としている[59]。
- 「一国丸ごと買い取ってしまいたい」と評するほど、越州国の風景を気に入っていたという[57]。
- 家族や気の置けない友人達との語らい、馬で自然を駆け巡ることなどを好んだが、大量の行政文書をかたづけるなど仕事に忙殺されることだけは嫌っていた[60]。
- 梅の花を好んだことで有名だが、桜花の美しさを「弥勒菩薩が悟りをひらくという龍華樹も遠く及ばない」と称え[61]、菊の花も若い頃から栽培するほど好み[62]、薔薇の美しさを、妖艶で人を虜にして惑わす妖魔と例えている[63]。

これに、雪と月を加えた「雪月花」を好んだとされ、雪は女性の化粧や老人の白髪の表現に、月は美しさはさることながら、正邪を照らしだす真澄鏡に例えたり、擬人化し「問秋月」「代月答」のように自己問答の形式で漢詩がつくられ、月光を誰も知らない自身の心の奥底にある清廉潔白さを照らし出す光として 題材にされた。

### 思想
- 『菅家文草』によると、道真は願文作成により、儒教的言説に基づいて、世界の差異（身分差別[注釈 13]、男女差別など）を構造化し、仏教的基本原理（輪廻・化身・垂迹等々）とアナロジー（類推）を用いることで、隣接する概念間の差異を次々と消去し、「万物の均質化」と「存在の連鎖[注釈 14]」を生み出した[66]。
- 未だかつて邪は正に勝たず（邪まなことはどんなことがあっても、結局正義には勝てないのである）[67]。
- 全ては運命の巡りあわせなのだから、不遇を嘆いて隠者のように閉じこもり、春の到来にも気づかぬような生き方はすべきではない[68]。
- 紀長谷雄にたいし、世間では偉そうにべらべら喋る大学者さまが我が物顔で通るたびに有難がられているが、君が口を閉ざしても君の詩興が衰えることはないから心配するな、と励ましの詩をおくっている[69]。
- 香は禅心よりして火を用ゐることなし 花は合掌に開けて春に因らず（香りは、わざわざ火を用いて焚くものではなく、清らかな心の中に薫るもの。同じように、花は春が来るからつぼみが開くのではなく、正しい心で合掌するその手の中に花は咲くもの）[70]。
- 「閑思共有雕蟲業、應化使君昔詠詩」篆刻道が神仏に通ずることを示す[71]。

### 交流
- 師であり義父である島田忠臣とは生涯に亘って交流があり、忠臣が死去した際に道真は「今後再びあのように詩人の実を備えた人物は現れまい」と嘆き悲しんだという。
- 紀長谷雄とは旧知の仲で、試験を受ける際に道真に勉学を師事したとされる。道真は死の直前に大宰府での詩をまとめた「菅家後集」を長谷雄に贈ったとされ、道真の妻を逃がしたという伝承もある。また、『扶桑略記』によれば、百人一首の舞台[72] として有名な宇多天皇御一行遊覧の際に長谷雄を求めて叫んだほど長谷雄への信頼があった、と同時に宇多天皇厚遇の時期であっても道真が孤独だったことがわかる。
- 在原業平とは親交が深く、当時遊女（あそびめ）らで賑わった京都大山崎を、たびたび訪れている。
- 天台宗の僧相応和尚とも親交があり、大宰府に向う際に淀川にて、自ら彫ったという小像と鏡一面を渡し、後のことを和尚に託したという。道真薨去後、和尚は小像・鏡を郷里の長浜市にある来生寺、その隣の北野社にそれぞれ祀ったという。
- 清廉剛直な武官の藤原滋実とも親交があった。滋実は、元慶の乱の鎮圧に参加し俘囚に配給して懐柔し、反乱した夷俘を討たせる役を命じられ見事成し遂げる。のちに陸奥国司となる。死因についてははっきりせず、部下に不正を行っていた輩が多く呪詛され殺されたのではないか、という噂がなされたため道真は五男菅原淳茂に調査を命じている。滋実が逝去したさい、誄歌「哭奥州藤使君」[73] をおくっている。かつて道真は滋実より「私は、あなたさまよりひそかに恩恵をうけています。私は、死のうが生きようが、生死を超えてあなたより受けたこのご恩に報いたいと思っております」と、熱い想いをつげられたという。それを回顧した道真は、自身の正義の是非について裁いてくれるよう、また、正義をつらぬくための手助けになってくれるよう、滋実の霊に懇願し悲嘆にくれている。ほかに、東国と中央政府の癒着した腐敗政治についても言及している。
- 『十訓抄』などには時平の弟、藤原忠平とは共に宇多天皇主催の歌会にでたり常に手紙を贈り合うなど、親交があり、道真の左遷にも反対したとされる[74]。しかし坂本太郎は道真左遷時の忠平は従四位下にすぎず、時平に反対することなどできなかったと指摘している[74]。これは北野天満宮の支援者であり、忠平の子孫である摂関家による付会ではないかと見られている[75]。
- 渤海使で日本に帰化したとされる王文矩とも親交があったという。
- 道真は、菅家廊下の弟子の中で文室時実を一番可愛がっていた。時実は、若い頃から匏（能無しという意味）と言われる苦学生で、食べることもままならないほど貧しくそのうえ年老いた母親も抱えていた。道真が讃岐赴任のためいなくなったあとも、独り努力を重ね見事難関の省試に合格しその報告をしにきた彼にたいし、道真は称賛と若い文章生にいじめられないか心配する詩を綴っている[76]。
- 13世天台座主法性坊尊意に教学を師事したとされる。
- しかし、『菅家文草』「書斎記」によれば、友人でも親しい者とそうでない者がおり、そうでない者として、さして気が合うわけでもないのに愛想よく寄ってくる者、腹の底が判らない口先だけは変に親しい者、休息と称して無理矢理押し入ってくる者、秘蔵の書や書物を乱暴に扱う者、自分が苦労して書物から抜粋した短冊の知識を理解し勝手に持ち出してしまう者、理解できず破り捨ててしまう者、先客である大切な友人の面会を無視して特に用もないのに強引に面会にくる者をあげ、自分を本当に理解できる友人は3人ぐらいしかおらず、その3人も失ってしまうのではないかと戦々恐々としている。

また、学者や貴族などの恨み妬みが凄まじく、『菅家文草』「思ふ所有り」「詩情怨」では、巷で出回った怪文書の作者として濡れ衣を着せられ誹謗中傷されたこと、「博士難」では、道真が文章博士に就任するとき、父是善から味方がいなく孤独になることを助言されており、就任わずか三日目にして、まわりから誹謗中傷する噂がなされたことが書かれている。
- 絵に描いたものが飛び出して実体化するという逸話をもつ、宮廷絵師巨勢金岡とも親交があったとされる。
- 藤原南家出身の藤原菅根は、若い頃は菅家廊下で学んでいた。しかし、道真に投げやりな態度を難詰されたり、宴で歌った歌を全く認められないなどしたため逆恨みし、成人して官僚になっていくにつれ藤原時平率いる藤原北家へ接近していったとされる。
- 安倍興行、島田良臣、菅野惟肖、巨勢文雄等の学者たちとは、地方官時代に文通で遠く離れたお互いを励ましあうなど、詩友として交流があったという。ただし、巨勢文雄については、試験で文雄が称賛し推薦した弟子の三善清行を、試験官だった道真が嘲笑し落第させている。これが、清行との確執の発端とされている[注釈 15]。
- 対策及第の試験官だった都良香が後年評価に不服だった道真の怨念に当たり亡くなったとする伝説がある。[78]

### 讃岐
- 道真は詩臣として中央で天皇のそばにお仕えし詩を作ることこそ菅原家の祖業であるという強い信念を持っていた。その為、自分が地方官として讃岐に赴任することに葛藤していた。赴任後、詩人として周りとの感性の違いに戸惑い[注釈 16]、また、道真は家族愛が人一倍強かったので家族のそばにいれない寂しさも綴っている。

しかし、元来の生真面目で清廉な性格から、白居易の兼済（広く人民を救済）という志を信条とし、自ら酒を醸して酒宴を催し村人と親交を深めたり、『寒早十首』『冬夜九詠』などで民の悲惨な実情を見分するなど、善政を執り行うよう努めた。
のちに、清廉と謹慎を心がけた政治をしたが、不正腐敗に汚染された青蝿のような官吏たちを一掃できなかったことを悔いている。

### 左遷
- 『政事要略』巻二十二によれば、大宰府へ左遷の道中には、監視として左衛門少尉善友と朝臣益友、左右の兵衛の兵各一名がつけられた。また、官符に道真は“藤原吉野の例に倣い「員外帥」待遇にせよ”と明記され、道中の諸国では馬や食が給付されず、官吏の赴任としての待遇は与えられなかった。
- 『菅家後集』「叙意一百韻」には、左遷道中の様子として反道真派の奸計により絶えず危険にみまわれ、落し穴などの罠や誅伐として行く手に潜伏していた刺客に襲われたこと、傷ついた駄馬や損壊した船を与えられたことなど、執拗な嫌がらせをうけていたことが綴られている[81]。

### 大宰府
- 讃岐時代と同様に北九州の庶民の暮らしぶりについても詩を綴っている。延喜元年（901年）十月頃の作『菅家後集』「叙意一百韻」で、人を騙して銭をまきあげる布商人、何の苦もなく簡単に殺人を犯す悪党、のどかな顔をして肩を並べている群盗、汚職で私腹を肥やす役人などが慣習として蔓延っており「粛清することはもはや不可能」と評する程の治安の悪さを綴っている。

また、自分のみじめな姿を見に来る野次馬への苦痛、自分の心が狂想におちいってること、仏に合掌して帰依し座禅を組んでいること、言論封殺のため自由に詩を作ることを禁じられたこと、自身の体が痩せこけ白髪が増えていってることや、着物が色あせていくこと、政敵の時平一派にたいする憤り、かつて天皇へ忠誠を誓ったことへの後悔、捏造された罪状が家族・親戚まで累が及ぶことと、過去の功績の抹殺にたいしての痛恨と悲憤を綴っている。
- 『菅家後集』「讀家書」では、久しぶりに妻から手紙がきたことを書いている。道真は、妻が薬（生姜と昆布）を送るなど自分を労わる気持ちは嬉しいが、家族の生活が苦しいことをひた隠しにしていることが、かえって自分を悲しめ心配させているのだと綴っている。

また、「詠樂天北窓三友詩」によれば、詩友として≪死≫という真の友だけが残ったとし、謫居の北の窓の部屋に時たま現れる雀と燕の親子を良友とし、彼ら雌雄が相互支えあい雛を養育し飢えさせることのない慈しみある行動は、家族を離散させてしまった私では遠く及ばないとし、その口惜しさを言葉にすることもできず、血の涙を流しながらただ天神地祇に祈るのみ。そして、昔の友は喜び今の友は悲しみとし、それぞれ異なる友だが、それはそれで同一のものなのかもしれない、と結ぶ。

## 伝説

### 出生
- 喜光寺（奈良市）の寺伝によれば、道真は現在の奈良市菅原町周辺で生まれたとされる。ほかにも菅大臣神社（京都市下京区）説、菅原院天満宮神社（京都市上京区）説、吉祥院天満宮（京都市南区）説、菅生天満宮（堺市美原区）説、菅生寺（奈良県吉野郡吉野町）、菅原天満宮（島根県松江市）説もあるため、本当のところは定かではないとされている。また、余呉湖（滋賀県長浜市）の羽衣伝説では「天女と地元の桐畑太夫の間に生まれた子が菅原道真であり、近くの菅山寺で勉学に励んだ」と伝わる。
- 道真の生誕地については諸説ある。各地に伝わる『天神縁起』によれば、承和12年（845年）春頃、十一面観音菩薩[注釈 22]を安置する高松山天門寺にある菅生池の菅の中より忽然と容顔美麗（振り分け髪をした薄桃色の着物を着る少女の姿[83]）なる5・6歳の幼児が化現し、光を放ちながら飛び去り[84]、是善邸南庭に現れ「私には父母がいないのでそなたを父にしたい」と語った子供が、道真だという[83][注釈 23]。[注釈 24]
- 長男次男を幼くして相次いで亡くした是善は、臣下の島田忠臣に命じ伊勢神宮外宮神官の度会春彦を通じて豊受大御神に祈願して貰った。そうして生まれたのが道真だという。その縁で、春彦は白太夫[注釈 25] として道真の守役となり生涯にわたり仕える事になったという。
- 菅原天満宮によれば是善が出雲にある先祖の野見宿禰の墓参りをした際、案内してくれた現地の娘をたいそう寵愛した。そして生まれたのが道真だという。
- 滋賀県余呉町には、道真が天女から産まれたという天女の羽衣伝説が残されている。あらすじは、あるとき、漁師の桐畑太夫[注釈 26]のところへ美しい天女が舞い降りる。太夫は羽衣を隠し無理矢理その天女と夫婦になる。そして、玉のような男の子が産まれ陰陽丸と名づけられる。しかし、天女が羽衣を見つけ天に帰ってしまい、桐畑太夫もそのあとをおい天にのぼっていってしまう。男の子は石の上に捨て置かれ、母恋しさに法華経のような声で泣きじゃくる。そこに、菅山寺の僧・尊元阿闍梨が通りかかり憐れに思い引き取り養育することにした。その後、菅原是善が菅山寺に参拝にきたさいその子供を養子にする。この子供こそのちの菅原道真だという。

また、別説では、桐畑太夫と天女のあいだに産まれた陰陽丸、菊石姫の兄妹としている。
- 江戸時代に書かれた『古朽木』によれば、道真は梅の種より生まれたという。
- 『野馬台詩（歌行詩）』の主釈によれば、菅原道真と吉備真備は兄弟で、兄が道真、弟が真備だという。
- 道真は丑年丑の日丑の刻生まれだったという伝承がある。

### 人物像
- 梅ヶ枝餅とカレイと醤油ご飯が好物だったという伝承がある[87][88]。他に、柿を庶民に普及したという言い伝えも残っている[89]。
- 茶に関する故実を調査・研究し、世間に喫茶の習慣を広めたため、茶聖菅公と称されたという。[90]
- 乗馬を好み、通勤は馬でおこない、讃岐での遠出や右近の馬場での桜狩りなど、趣味でも馬を走らせていたという[91]。のちに、天神乗りという騎乗法が伝わり、馬術の師として祀られることになる[92]。
- 政治の合間に和歌を吟詠しては、その草稿を「瑠璃壺」に納めていた。左遷の時、その壺を携えて筑紫に下り、見るもの聞くものにつけて感じるままに和歌を詠み、百首を新たに壺に納め、道真が逝去後、壺は白太夫の手に渡ったという[93]。別の伝承では、道真が大宰府へ赴いたとき、宇佐のほとりで龍女が現れ、「瑠璃壺」を承ったという[94]。
- 学問だけでなく、武芸（弓道）にも優れ、若い頃は都良香邸で矢を射れば百発百中だったという伝承がある。また、大蛇に苦しめられたため自ら矢で射て退治したという逸話もある[95]。
- 宝剣「天國」[注釈 27]、宝刀「神息」[注釈 28]、神刀「猫丸」／脇差「小猫丸」[注釈 29]、毛抜形太刀〈無銘/〉（伝天國）[101][102]、菅公御佩用の御太刀[103]、銀の太刀[注釈 30]など様々な太刀を常に佩刀していたという。また、河童の大将や大鯰を斬り殺したという逸話も残っている。（後述参照）

刀工として古代の名工の一人に数えられている。
- 子はおよそ23人[105]、またはそれ以上に上るとされ[106]、長男高視が産まれる以前の、文章得業生の頃には既に子があったという[107]。
- 「和魂漢才」という言葉を生み出したとされる。日本固有の精神「大和魂」と、中国伝来の学問「漢才」という対なる概念のことで、また、その両者を合わせるといった思想。のちに和魂洋才という言葉が派生した。ただし、この言葉が出てくる『菅家遺誡』は、鎌倉時代から室町時代に成立したと見られており[108] 後世に平田篤胤によって加筆改竄された偽書ではないか、という指摘がなされている[109]。
- 心だに 誠の道にかなひなば 祈らずとても 神や守らん（人は、心さえ誠の道にそっていれば、あらためて祈りを捧げなくても、神がきっと守ってくれるだろう。）[注釈 31][111]
- 勝楽寺延命院には、讃岐国が栄えるよう道真が「一」の字を奉納したという言い伝えがある。「一」には物事のはじめ、又は全体を知るという意味があり、古来よりこの「一」と縁を結べば諸願成就すると言われている。[112]
- 菅原家は代々焼物、神聖文字、占呪法（気・密教・呪術等の秘法）、土木事業、行事、儀式、法律等を祖業[注釈 32]とし道真もこれを受け継いでいる[114]。また、仙人、道士を研究し秘法の実践に余念がなかった[115]。
- 伊勢神宮には神代文字[注釈 33]で書かれた道真の奉納文が残されている[117]。また、道真を遠祖とする副島家には道真のものとする御神印が伝わっている[118]。直系子孫の塩小路家には、祖父清公が始め道真が完成させた神と対話する為の神聖文字として菅家塩小路篆刻道が現代まで継承されている[119]。

### 出来事
- 元慶8年（884年）、道真が40歳の頃に叔母である覚寿尼のいる道明寺に4～7月まで滞在した。その時、夏水井の水を汲み青白磁円硯で、五部の大乗経の書写をしていた。すると、二人の天童が現れ、浄水を汲んで注ぎ写経の業を守護し、白山権現、稲荷明神が現れ、筆の水を運び、天照大神、八幡神、春日大明神が現れ、大乗経を埋納する地を示したという。そこに埋納すると「もくげんじゅ」という不思議な木が生えてきたという。[120]
- 同年、畿内が大旱魃にみまわれたため、陽成天皇の勅命により道真が奉幣使として意賀美神社にて祈雨祈願したところ、たちどころに雨が降るという霊験があったという。[注釈 34]
- 『菅家瑞応録』によれば、9歳で善光寺に参拝したおり、問答に才を顕し、10歳の時には、内裏での福引の御遊に集まった公卿たちに忠言したという。
- 17歳で清水寺に参拝したさい、田口春音という捨子を拾い養育したという。春音は大宰府まで同行し、道真逝去後は出家し、道真の菩提を弔ったという。
- 久米仙人の修行の様子が龍門寺の扉に描かれ、道真の文と共にしばらくの間残ったとする文献がある。[121]

### 讃岐
- 仁和4年（888年）讃岐の国で大旱魃が起こり、讃岐守に就いていた道真がこれを憂い、城山で身を清め七日七晩祭文[注釈 35]を読上げたところ、見事雨に恵まれたという。

そのさい、道真が舞ったとされる踊りが西祖谷の神代踊として伝わっており、民衆が喜び踊り狂ったものが滝宮の念仏踊の起源とされている。
- 道真が讃岐守に就いていた頃、側に仕えていたお藤という女性と恋仲になり、愛妾にしたという。[124]
- 極楽寺の明印法師という僧と親交を深めたとされ、極楽寺の由緒を話したり、道真から寄付をうけたり、詩文を贈答されたり、道真が一時帰京した際には、わざわざ京まで逢いにいったという。
- おとぎ話『桃太郎』は、道真が讃岐守に就いていた時分に、当地に伝わる昔話をもとに作り上げ、それを各地に伝えた、という伝説が女木島に伝わっている。

また、『竹取物語』の竹取の翁の名が「讃岐造」であること、自身の神秘的な出生にまつわる伝承から道真が作者ではないかという説がある。

### 右大臣
- 寛平2年（890年）の頃、與喜山で仕事をしていた樵夫の小屋に、何者かが「これを祀れ」と木像を投げこんだという。樵夫はその頃、長谷寺に道真が参詣に来ていたので、「木像は道真公の御作ではないか」と思い、大切に祀ったという。その像が與喜天満神社に現存する木造神像として伝えられている。
- 寛平7年（895年）に法華経や金光明経を手写し伊香具神社へ納経したという。[125][注釈 37]

また、道真自刻として伝わる志明院の眼力不動明王、清閑寺の十一面千手観音像、大報恩寺の千手観音立像、他に、住吉神社の神鏡、氣比神宮の為当太神御神幣有奉納鉾太刀など、さまざまなものを神社仏閣へ奉納している。
- 寛平8年（896年）2月10日、勅命により道真が長谷寺縁起文を執筆していたところ、夢に3体の蔵王権現が現れ、「この山は神仏の加護厚く功徳成就の地である」と、告げられたという。[128]
- 昌泰元年（898年）10月17日、夢に祖父清公が現れ補陀落に行きたいと懇願されたので、道真は長谷寺で忌日法要したという。[129]

また、同時期に百人一首 の舞台ともなった宇多天皇御一行遊覧のさい、「人々以為らく、今日以後の和歌の興衰を」と、いずれ漢詩にかわり和歌が台頭することを予見している。
- 醍醐天皇の時世に、道真が谷汲山華厳寺の岩屋に参籠し、毎日、お経を書いていると、白石山の淵に住む乙姫[注釈 40]が毎朝早く、ご飯の炊事・洗濯に使用している「姫ヶ井の泉」の清水を「閼迦の水」として道真に与えていた伝承がある。乙姫の歌として「このころは汲みては知らん山の井の 浅さ深さを 人の心に」が残されているが、不思議なことに、道真以外にこの乙姫の姿を見られた者はいなかったという。[132]
- 醍醐天皇の命により災いを起こす人魚を道真が小野の地で退治した伝承が、四角柱の人魚塚とともに残されている。[133]

### 左遷
- 左遷の日、藤原時平、源光、藤原定国、藤原菅根らは、勅宣と称し陰陽寮の官人をあつめ、道真とその子孫が永く繁栄できぬよう絶えるよう、皇城の八方の山野に雑宝を埋めおき、神祭（陰陽道祭）を行うという大がかりな呪詛・厭術をさせた。しかし、道真はこれを絶つ術を知っていたため呪いを免れたが、子孫たちはなす術がなかったため、死後、神となった道真が守護し呪詛・厭術を防いでいるという。[134]
- 左遷のおり道真は嫡子を哀れみ「日月は天地の父母なり、梅は寒苦を経て清香を発し、松は千年を経て尚、志節道義を失わず」と諭したという。[135]
- 道真が都を出発する前日、都七条坊門の文（あや）という娘が、夢中で見送るようにとお告げをうけ、三条大橋の袂で綾竹を持ち別れの舞を舞い見送ったのが綾子舞の由来とされる。[136]
- 大阪市東淀川区にある「淡路」「菅原」の地名は、道真が大宰府に左遷される際、当時淀川下流の中洲だったこの地を淡路島と勘違いして上陸したという伝説にちなんだ地名である。
- 出水市壮の菅原神社に関する伝承として、ジョウス(城須)という老夫婦が道真に三杯の茶を振舞い、そのため道真が追手から逃れることができたという。[137]
- 道真が、失意の中で尼崎に立ち寄ると、悲しみで人だけでなく草木もしおれた。しかし、ネギだけがしゃんとしており、村人はそのネギを憎み、食べなくなったという言い伝えがある。[138]
- 山陽道を通って太宰府へ向かう道中で、かつて讃岐に赴任する際に懇意になった明石駅の駅長・橘季祐（たちばなのゆえすけ）に再会したが、落魄した道真を見た駅長は道真にかける言葉もなかった。道真はこのときの思いを「駅長驚くなかれ 時の変改することを 一栄一楽 是れ春秋」の詩を与えて慰め返したという。この逸話は『大鏡』に載せられているものであるが、後年の『源氏物語』でも「駅長に口詩を与えた人もいた」と記されている[9]。
- 901年道真が筑後川で暗殺されそうになった際、「三千坊」という河童の大将が彼を救おうとして手を斬り落とされ落命した、もしくは道真の馬を川へ引きずり込もうとした三千坊の手を道真が斬り落とした、という伝承が福岡県の北野天満宮に、河童の手の亡骸とともに残されている。
- また、大宰府左遷のおり道真は兵主部という妖怪を助け、その返礼として「我々兵主部は道真の一族には害を与えない」という約束をかわした、という伝説も伝わっている。
- 道真は左遷の際、忠臣高田正期へ桜の木を与えた。この桜の花が咲かなかった年に道真に何かあったのでは、と正期は不安になり大宰府へ赴いたという。このことに感動した道真は、天拝山の土で自身の像をつくりそれを持ち帰らせた。正期は、独鈷抛山の麓に祠をつくりそれを祀った。正期の死後、桜は枯れてしまう。それから300年後、積善寺の住職の枕元に天神となった道真が夜毎に立ったので、独鈷抛山の麓の祠を寺の境内に移動した。すると桜の形をした石が桜の木が植わっていたまわりの石から浮かび上がってきたという。[139][140]
- 道真が忌宮神社の大宮司家に立寄り泊まった際、庭にある井戸に自分の姿を映した。すると、ひどく淋しい気持ちになり、水にうつった自分の顔に向かい「都を離れてすでに百日以上になる、ずいぶんやつれた顔になったな、しかし、もう二度とこの土地にくることはなし、この井戸で私の顔をみることもあるまい」と筆と紙をとり出し、自画像を描いたという。その後、その井戸は「御影の井戸」と呼ばれ、この井戸をのぞいたものは、目がつぶれるという言い伝えが伝わっている。[141]
- 岡山県にある天満宮（称:子安天満宮）には、道真が当地に宿泊したさい、海女が難産で苦しんでいるのを不憫に思い一首の歌を与えた。すると、たちまち海女は安産したという言い伝えがあり、その時に道真が座った石を腰懸石として瓦祠で祀っている。[142]
- 道真の側室は臨月であったが、道真との別れを惜しみ後を追ったという。しかし、途中で産気を催したため、人家に立ち寄ろうとしたものの、間に合わず輿中で大量に出血しながら産んだという。その時、道が真赤に染まった為、「赤大路」の地名由来となった。その後、近くの民家で介抱したものの、産後の経過が悪く亡くなってしまう。夫人は死期に臨むさい、里人の介抱を深く感謝し死後は安産の神になると遺言されたので、子安天満宮が建立されたという。[143]

他に、斎世親王の妃となっていた道真の息女が身重で信濃に落ち延びる途中で産気づき、街道の平石で臥せって苦しんでいた。その後、里人の手厚い看護もむなしく無念な最期となったが、その臨終の際、里人の厚い情けに報いるためにと女人の安産を平石に強く祈願したといわれている。
- また、道真の息子福部童子は、父の後を追って大宰府へ向かったが、山口で病気になり亡くなったという。[145]
- 娘の苅屋姫も父のあとを追いかけたが、あと少しの所で間に合わず、足摺り（＝蹉跎）して嘆いたという。のちに、大宰府でその話を聴いた道真は、三尺二寸の自身の木像を作って娘に送ったという。[146]
- 道真の六女で愛娘のみよこ姫は、宮城県丸森町にある宗吽院に輿入れしたという。[147]
- 道真の正室島田宣来子（または側室）が、岩手県一関市東山町に落ち延びたという落人伝説がある。[注釈 41]
- 左遷の折、北九州市戸畑区天籟寺に立ち寄ったという伝説がある。立ち寄りにあたり、手足を洗ったとされる菅公御手洗の池が存在する。ただ住民は不審に思い早々に追い出してしまったとなっており、後に道真と知った住民は菅原神社を建立した。

### 太宰府
- 『寛永諸家系図伝』によれば、道真が筑紫にいたとき、兄“前田”と弟“原田”2人の息子を授かったという。[148]
- 大宰府での生活は厳しいもので、「大宰員外帥」と呼ばれる名ばかりの役職に就けられ、大宰府の人員として数えられず、大宰府本庁にも入られず、給与はもちろん従者も与えられなかった。住居として宛がわれたのは、大宰府政庁南の、荒れ放題で放置されていた廃屋（榎社）で、侘しい暮らしを強いられていたという。また、時平の差し向けた刺客が道真を狙って謫居周辺を絶えず徘徊していたという。
- 謫居には、左遷時に別れをあまりにも悲しみ慕われたため仕方なく連れてきた姉紅姫、弟隈麿幼い2人の子供がいた。『菅家後集』「慰少男女詩」で親子で励ましあって一緒に生活していたことが綴られている。また、2人を連れて館のまわりを散歩していると、小さな池にたくさんの蛙がおり、親兄弟が揃ってにぎやかに鳴き声をあげていた。その声を聞いていた道真が、離れ離れになった家族のことなどを思い出して一首詠むと、歌を聞いた池の蛙たちは、不遇な道真たちの心を察したのかこののち鳴かなくなったという伝承がある[149]。

しかし、902年秋頃に弟の隈麿が他界、数か月後に左遷時に病床にあった妻も他界し、その10日後に道真も他界した。残された紅姫は、亡き父から託された密書を四国にいる長兄菅原高視に届けるために密かに大宰府をたった。藤原氏の追手が迫る中、若杉山麓に身を潜め、山上の若杉太祖神社に守護を祈願したが、いつしか刺客にみつかり、篠栗の地で非業の最期を遂げたという。現在は、紅姫稲荷神社に紅姫天王という稲荷神として祀られている。
- 道真が大宰府に流されたとき道真を慕ってついてきた時遠という従者が鳥栖に隠れ住んでいた。鹸老いて子供のいない時遠を憐れみ道真は我が子長寿麿を養子にやったという。道真は時々長寿麿の元を訪ね、池に映った自分の肖像画を描き子にあたえたという。その池が元町に残る（鏡姿見の池）で、道真が腰掛けた石とともに伝わっている。[151]
- 道真公が藤原氏の刺客から逃れるため板屋まで逃げてきたことがあった。数日後、太宰府へ発つさい、親切にしてくれた板屋の民家に同伴の子どもを預けた。これが、板屋の「真子」姓の始まりとされ、その子孫が奉納したという道真とその母と妻二組の像が北山神社のご神体となっている。[152]
- 道真は太宰府に向かう途中、津和田村の「千早の杜」を訪ね、そこで「わがたよる千早の宮のます鏡くもらぬすがたうつしてぞゆく」「ふりかえりかへり行くかも別れにし、千早の杜の見ゆるかぎりは」と詠み、連れ子の好寛を隣村の中務家に預けたという。[153]
- 梅ヶ枝餅は道真が大宰府へ員外師として左遷され悄然としていた時に、老婆が道真に餅を供しその餅が道真の好物になり、道真の死後老婆が梅の枝を添えて餅を墓前に供えた、或いは道真が左遷直後軟禁状態で食事もままならなかったおり、老婆が軟禁部屋の格子ごしに梅の枝の先に餅を刺して差し入れたという伝承が由来とされる。
- 左遷のおり、道真の母の霊が息子を心配し、京都伏見稲荷大社から稲荷神を遣わせ、大宰府の石穴神社に鎮まったとする伝承がある。稲荷神は、道真の配所に稲穂を届け飢えを救ったという。[154]
- あるとき、葦の生い茂る沼周辺で大鯰が顔を出して通行人の邪魔をしていた。道真は、これを太刀で頭、胴、尾と三つに斬り退治したという。その遺体がそれぞれ鯰石となり、後に雨を降らす雨乞いの石として地元の人々に大切にされたという[注釈 42]。
- 延喜2年（902年）正月7日に道真自ら悪魔祓いの神事をしたところ、無数の蜂が参拝者を次々と襲う事件がおきた。そのとき鷽鳥が飛来して蜂を食いつくし、人々の危難を救ったのが鷽替え神事の由来とされる。また他にも、道真が賊に襲われたとき牛が身をていして守ってくれた伝説や、道真が難破に巻き込まれたとき昔飼っていた愛犬の霊が宿った犬石が助けてくれたという犬島伝説が伝わる。
- 道真がいろは歌の作者とする説がある。7段書きにした場合に下の部分が「咎なくて死す」となるため、『菅原伝授手習鑑』を契機に江戸時代中期頃広まったという。[155]
- 晩年、道真は無実を天に訴えるため、身の潔白を祭文に書き、七日七夜天拝山山頂の岩の上で爪立って、祭文を読上げ天に祈り続けた。すると、祭文は空高く舞上り、帝釈天を過ぎ梵天まで達し、天から『天満大自在天神』と書かれた尊号がとどいたという。

### 飛梅伝説
道真が京の都を去る時に、庭に植えられた梅の木に「東風（こち）吹かば 匂ひをこせよ 梅の花 主なしとて 春な忘れそ」 という和歌を詠んだ。その梅が、京の都から太宰府の道真の住む屋敷の庭へ飛んできたという「飛梅伝説」が存在する。また、同様に松の木も京都から飛び立ったが、須磨（現在の神戸市須磨区板宿町板宿八幡神社）で力尽きて落ちたという「菅公の飛松」の伝説もある。

### 薨去の地に関する伝承

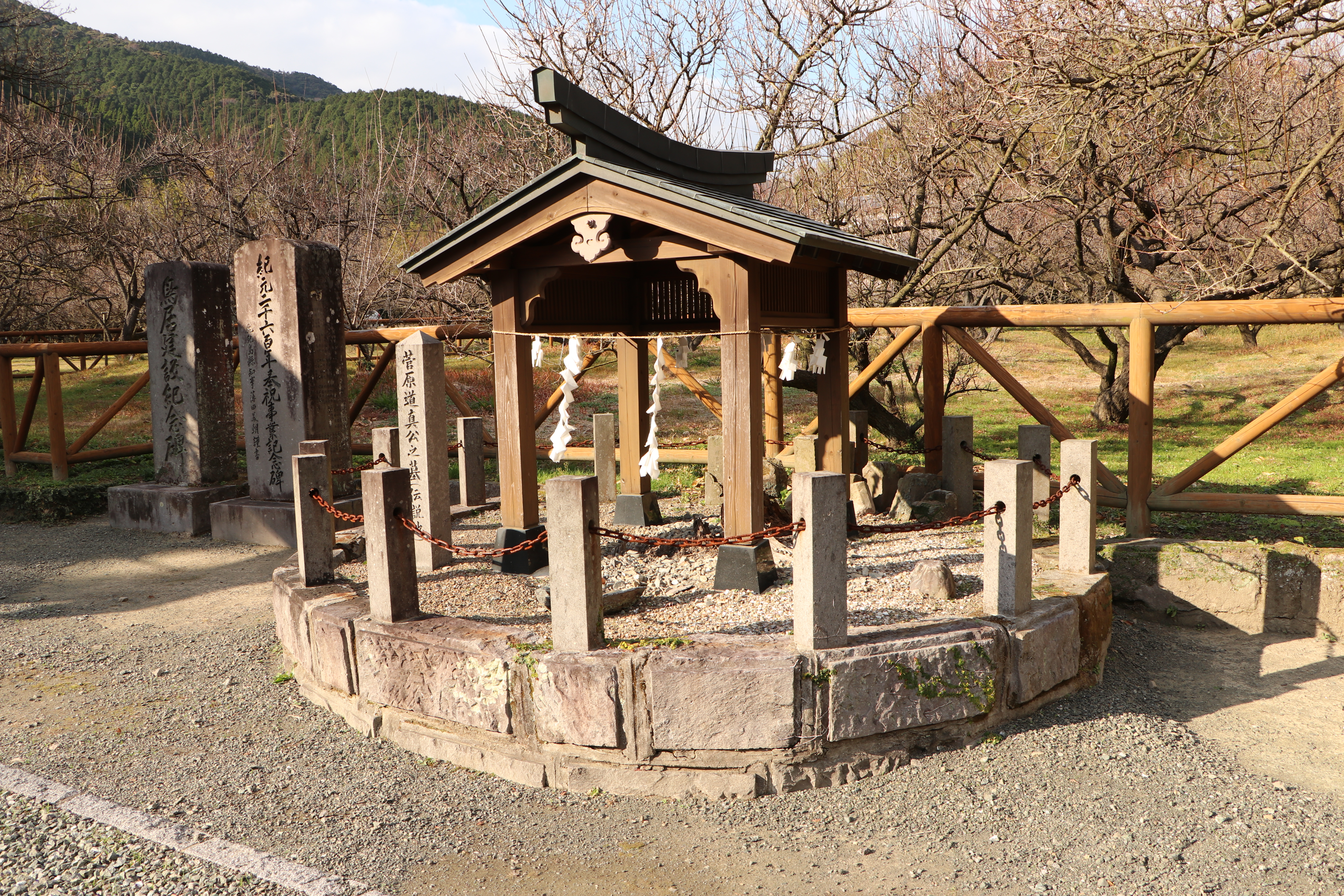
菅原道真のものという伝説が残る藤川天神境内の墳墓

鹿児島県薩摩川内市東郷町藤川の菅原神社（別名：藤川天神）で菅原道真が死去したとされたとの伝承と共に、道真のものと伝わる墓がある。
身の危険が迫り、筑前から船で水俣湾を経て鹿児島県薩摩川内市湯田町に上陸し、薩摩川内市城上町吉川を経て、同市東郷町藤川の藤川神社で隠棲し薨去したとされる。その経路には、船繋石・御腰掛石などの史跡が残っている。また、吉川では菅原道真を奥座敷に納戸にかくまったことから、年中行事として村人が集まり女子は左右の袖を広げて男子を隠して奥座敷に潜ませる真似をする風習が残っている。
他に『放ちの鐘伝承』がある。迫る刺客に危険を感じた菅原道真は舟で南下する途中にお告げのあった湯田川河口奥の大きな石に舟を繋ぎ（菅公舟繋ぎ石）降りて鈴を鳴らすと潮が引き、持ち物共々船は河口から沖へと消え、身軽になった道真は幾山を越え東郷の地を辿り、藤川にて天神になったという。その後湯田川河口は、放し事を下げ潮時に念じれば叶う聖地となった。

## 怨霊伝説と北野信仰

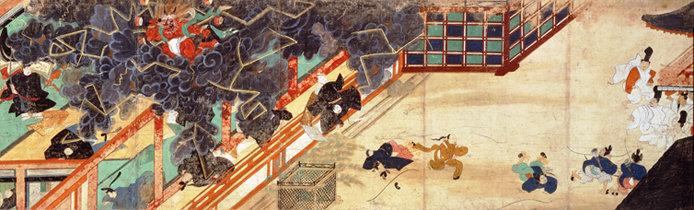
『北野天神縁起絵巻』に描かれた、清涼殿落雷事件

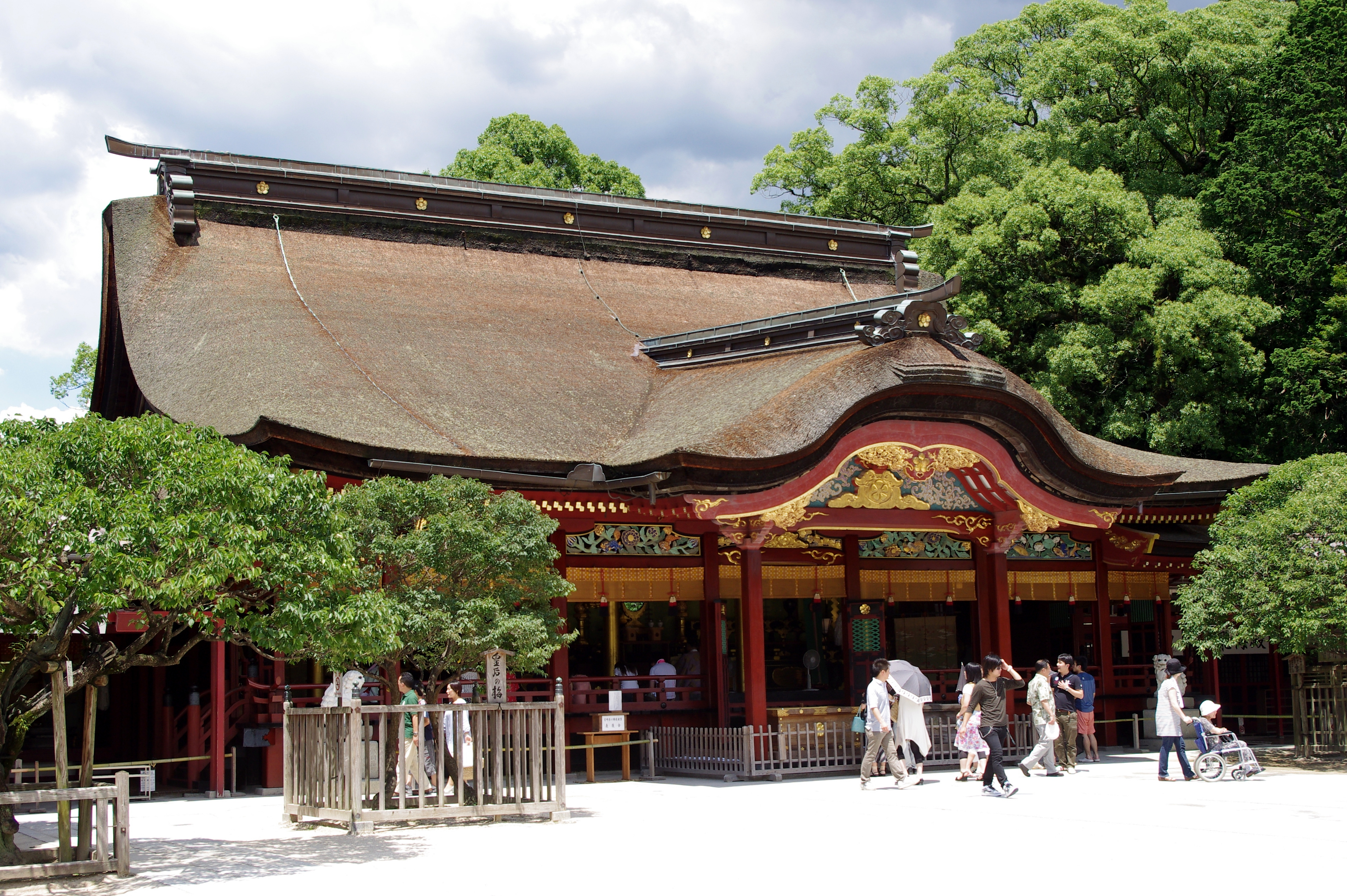
太宰府天満宮（福岡県太宰府市）全国天満宮の総本社とされる

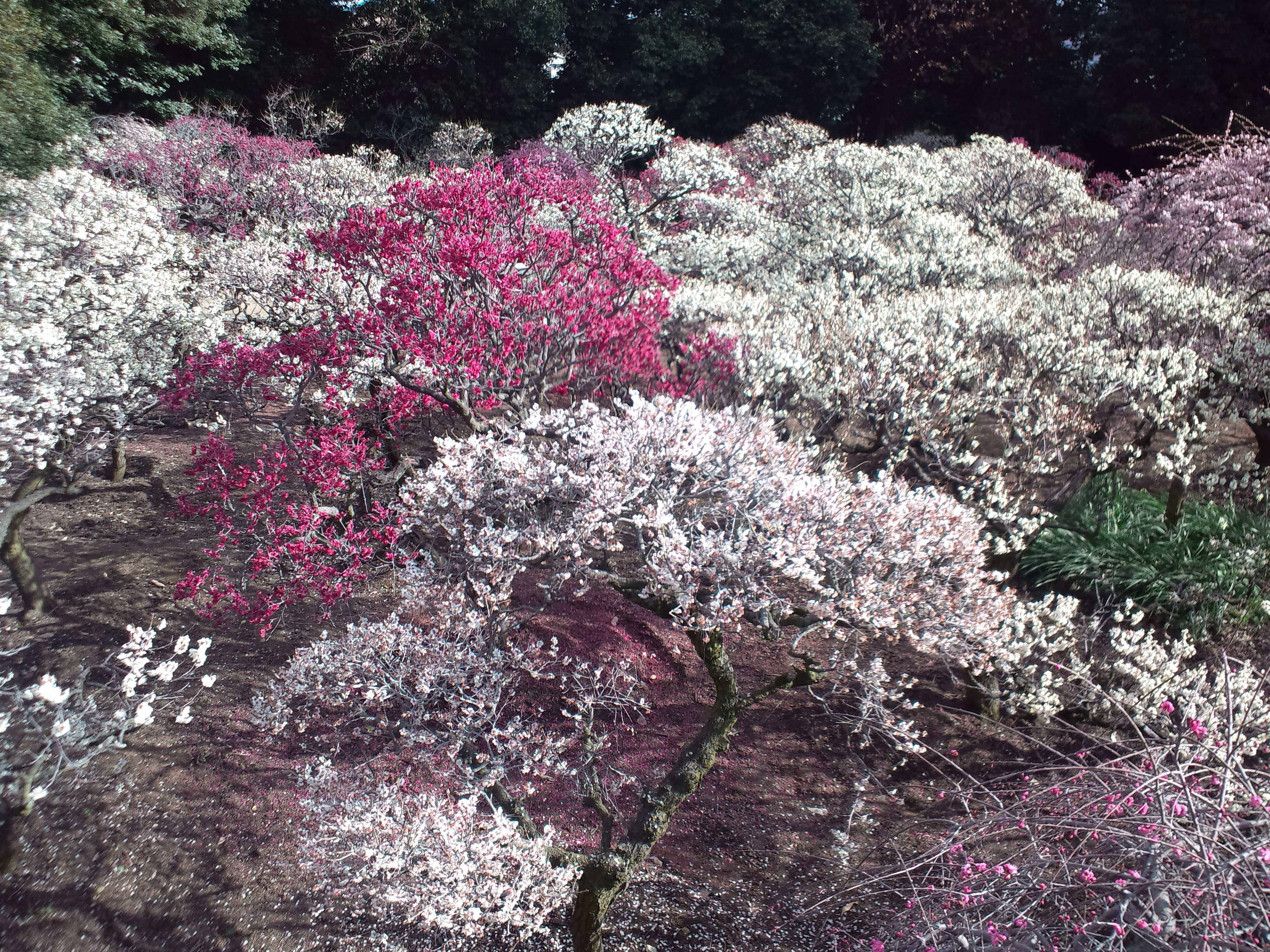
天満宮を彩る梅園（道明寺天満宮・大阪府藤井寺市）

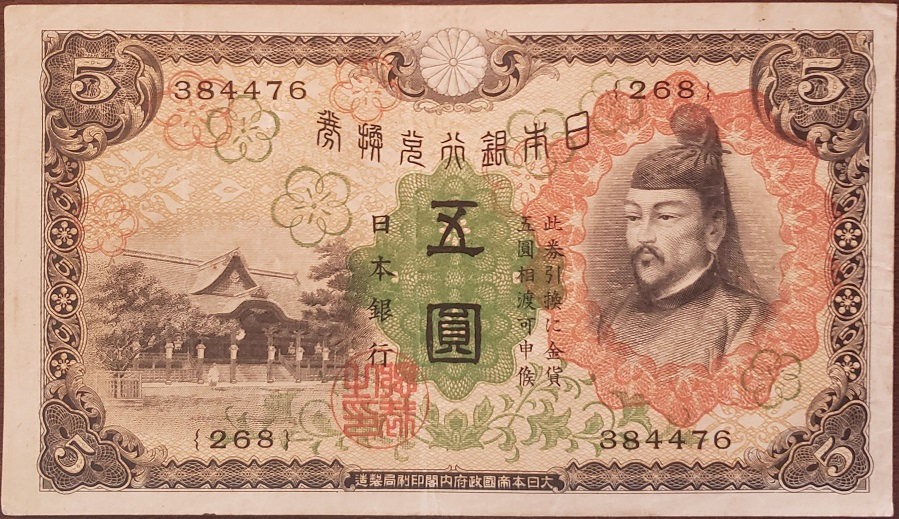
丁五圓券（1次5円）

道真が怨霊と見る向きが決定的となったのは、延喜23年（923年）に醍醐天皇の皇子保明親王が薨去し、これを受けて道真の復権が行われた頃だと見られている。さらに延長3年（925年）に保明親王の皇子慶頼王、承平3年には時平の長男保忠が没しており、これも道真の怨霊説を補強する形となった。
清涼殿落雷事件（930年）によって道真の怨霊は雷と結び付けられ、朝廷は火雷神が祀られていた京都北野寺の寺内社北野神社に道真を祀った。太宰府には先に醍醐天皇の勅命によって藤原仲平が建立した安楽寺の廟を安楽寺天満宮に改修して道真の祟りを鎮めようとした。また時平の弟藤原忠平の子藤原師輔は北野神社を支援し、天徳3年（959年）に祭文を捧げ、社殿を造営している。師輔は兄であり、時平の娘を妻としていた藤原実頼の家と競っており、道真の怨霊の強調は実頼の系統を圧迫する目的があったのではないかという説がある。正暦4年（994年）には疫病が流行し、これは道真の祟りとして正二位・左大臣が贈られている。一方で寛和2年（982年）には慶滋保胤が道真を学問の神として祀る祭文を挙げており、寛弘9年（1012年）には大江匡衡の祭文によって学問の神的側面が強調されている。また冤罪を晴らす神としての信仰もあり、『栄華物語』には太宰府に配流された藤原伊周が雪冤を願って太宰府天神を参詣する姿が描かれている。以降、北野信仰は中・下層階級から摂関家に至るまで広まった。
江戸時代には昌泰の変を題材にした芝居、『天神記』『菅原伝授手習鑑』『天満宮菜種御供』等が上演され、特に『菅原伝授手習鑑』は人形浄瑠璃・歌舞伎で上演されて大当たりとなり、義太夫狂言の三大名作のうちの一つとされる。現在でもこの作品の一部は人気演目として繰返し上演されている。
近代以降は忠臣としての面が強調され、紙幣に肖像が採用された。具体的には、戦前の日本銀行券の歴代の五円（五圓）紙幣のうち改造券・乙号券・丁号券・い号券・ろ号券、及び甲貳拾圓券に採用されている。配所にても天皇を恨まずひたすら謹慎の誠を尽くしたことは、広瀬武夫の漢詩「正気歌」に「或は菅公筑紫の月と為る」と詠まれ、また文部省唱歌にも歌われた（例えば尋常小学唱歌などに「菅公」と題する歌が収録されている）。第一高等学校では生徒訓育を目的に、倫理講堂正面に文人の代表として菅原道真の、武人の代表として坂上田村麻呂の肖像画が掲げられていた。昭和3年（1928年）に講談社が発行した雑誌「キング」に、「恩賜の御衣今此に在り捧持して日毎余香を拝す」のパロディ「坊主のうんこ今此に在り捧持して日毎余香を拝す」が掲載されたところ、不敬であるとの批判が起こり、講談社や伊香保温泉滞在中の講談社社長野間清治の元に暴漢らが押し寄せるという事件も発生している。
近年では、『社会科 中学生の歴史』（帝国書院）などの歴史の教科書に、『北野天神縁起絵巻』や道真の肖像画が載せられ、怨霊から神になるまでの経緯が紹介されている。

## 道真を題材とした作品

### 漫画
- マンガ日本の歴史〈9〉延喜の治と菅原道真の怨霊（石ノ森章太郎、 中央公論新社、1997年）
- 応天の門（灰原薬、新潮社、2013年）
- ねこねこ日本史(5)（そにしけんじ、日本実業出版社）

### 小説
- 道真＜上・下＞（高瀬千図、日本放送出版協会、1997年）
- 時平の桜、菅公の梅（奥山景布子、中公文庫、2014年3月）
- 泣くな道真-大宰府の詩-（澤田瞳子、集英社、2014年）
- あるじなしとて (天津佳之、PHP研究所、2022年)

### 映像

#### 歴史番組
NHK
- その時歴史が動いた（2002年5月22日） - 演：及川いぞう[170]
- 歴史秘話ヒストリア（2021年1月13日） - 演：田中亨[171][172]、栗田倫太郎（少年期[173][174]）

### 歌謡曲
- 飛梅（さだまさし、1977年）
- 都府楼（さだまさし、1998年）

### テレビアニメ
- 『ねこねこ日本史』（Eテレ、声：小林ゆう）

## ギャラリー

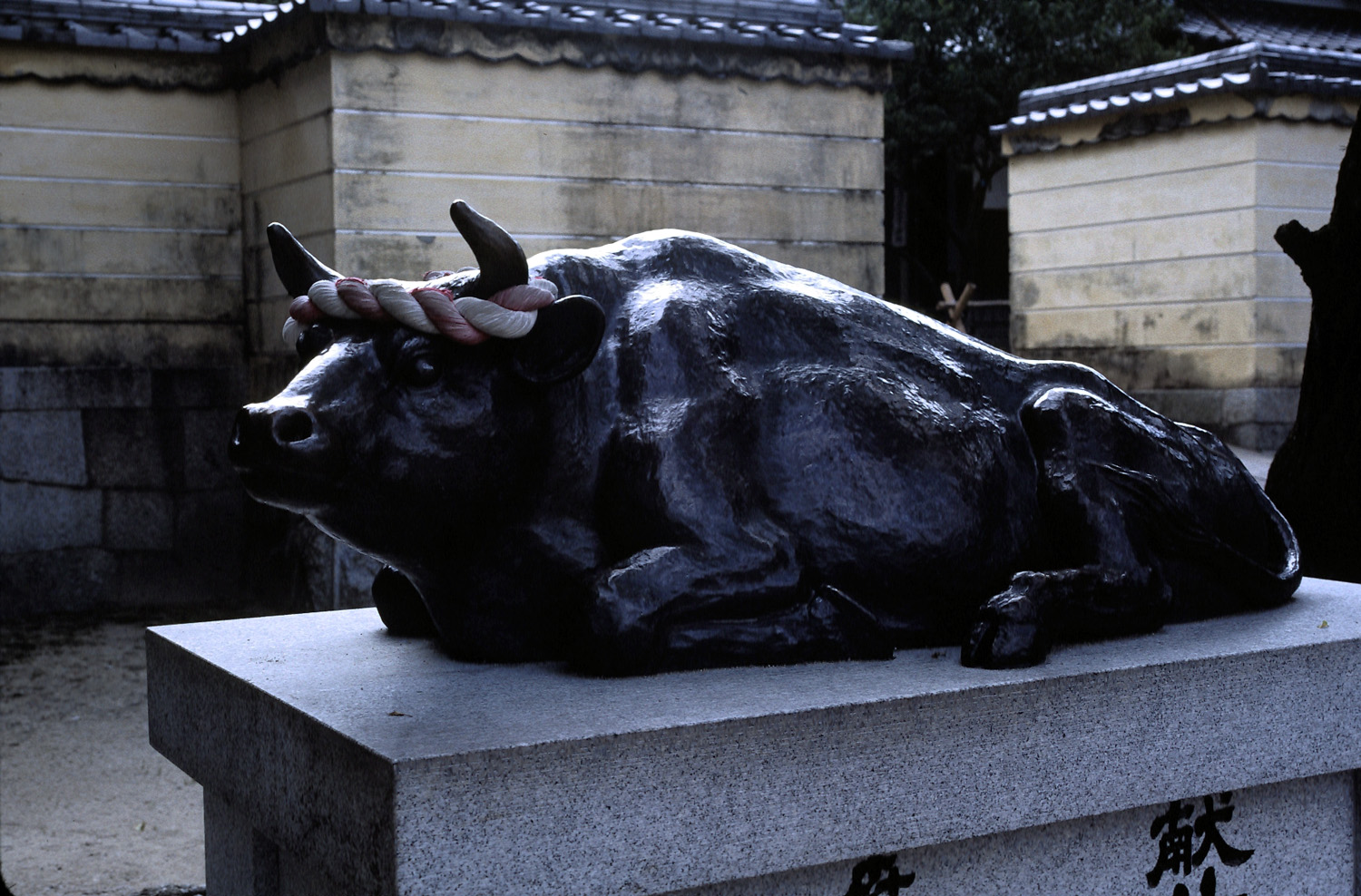
臥牛像（太宰府市・太宰府天満宮）
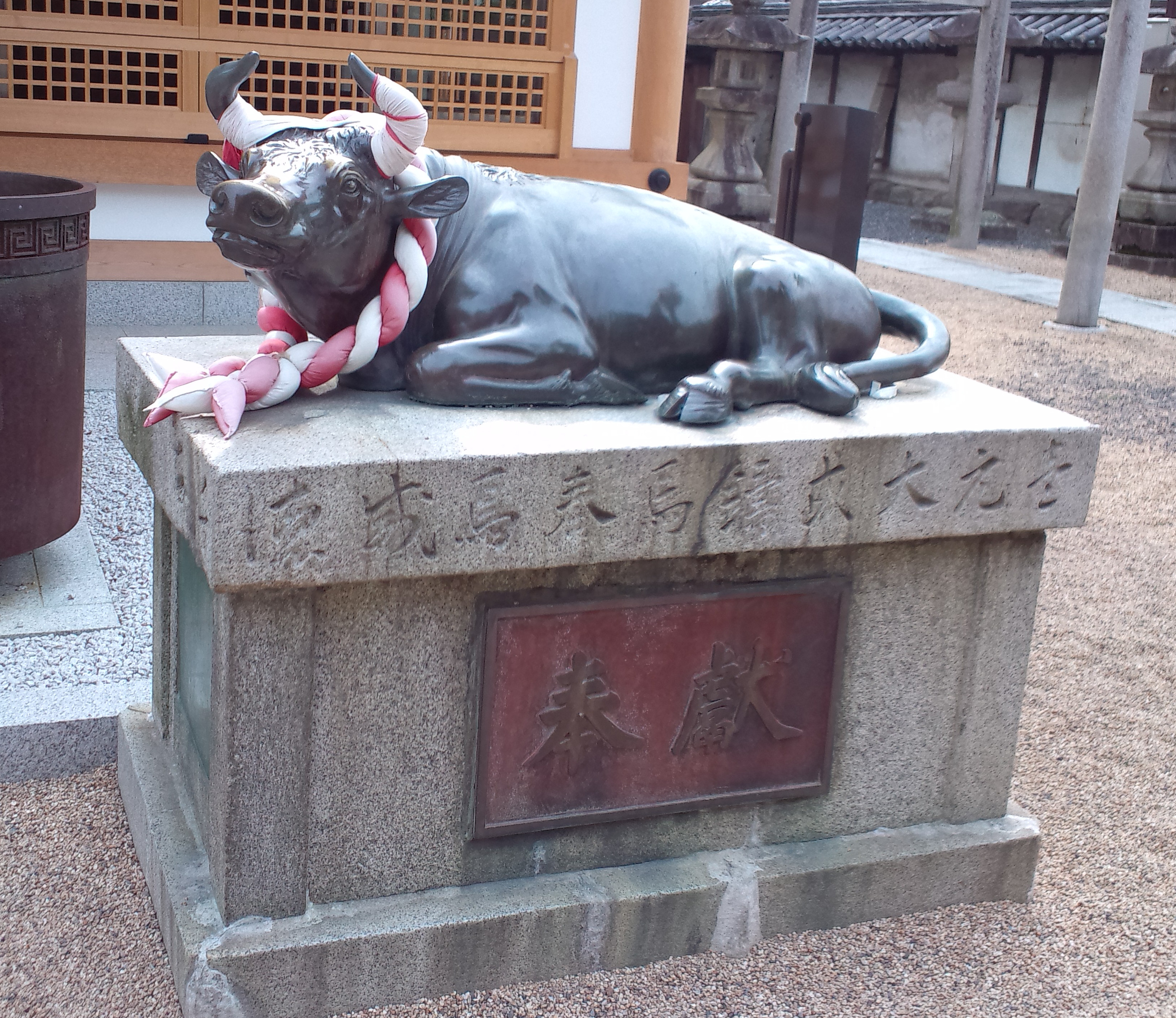
臥牛像（三重県伊賀市・菅原神社）
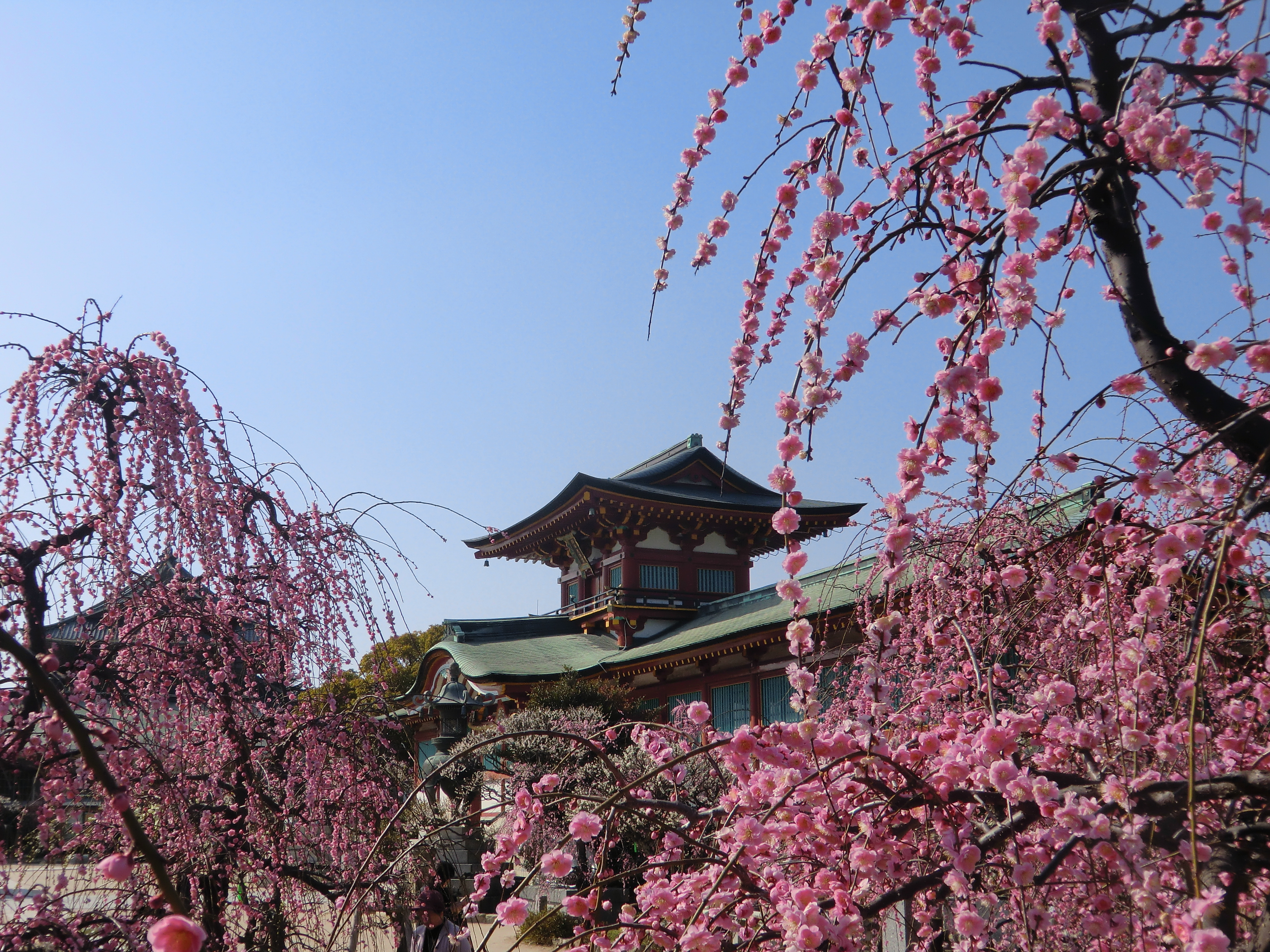
防府天満宮の梅（山口県）
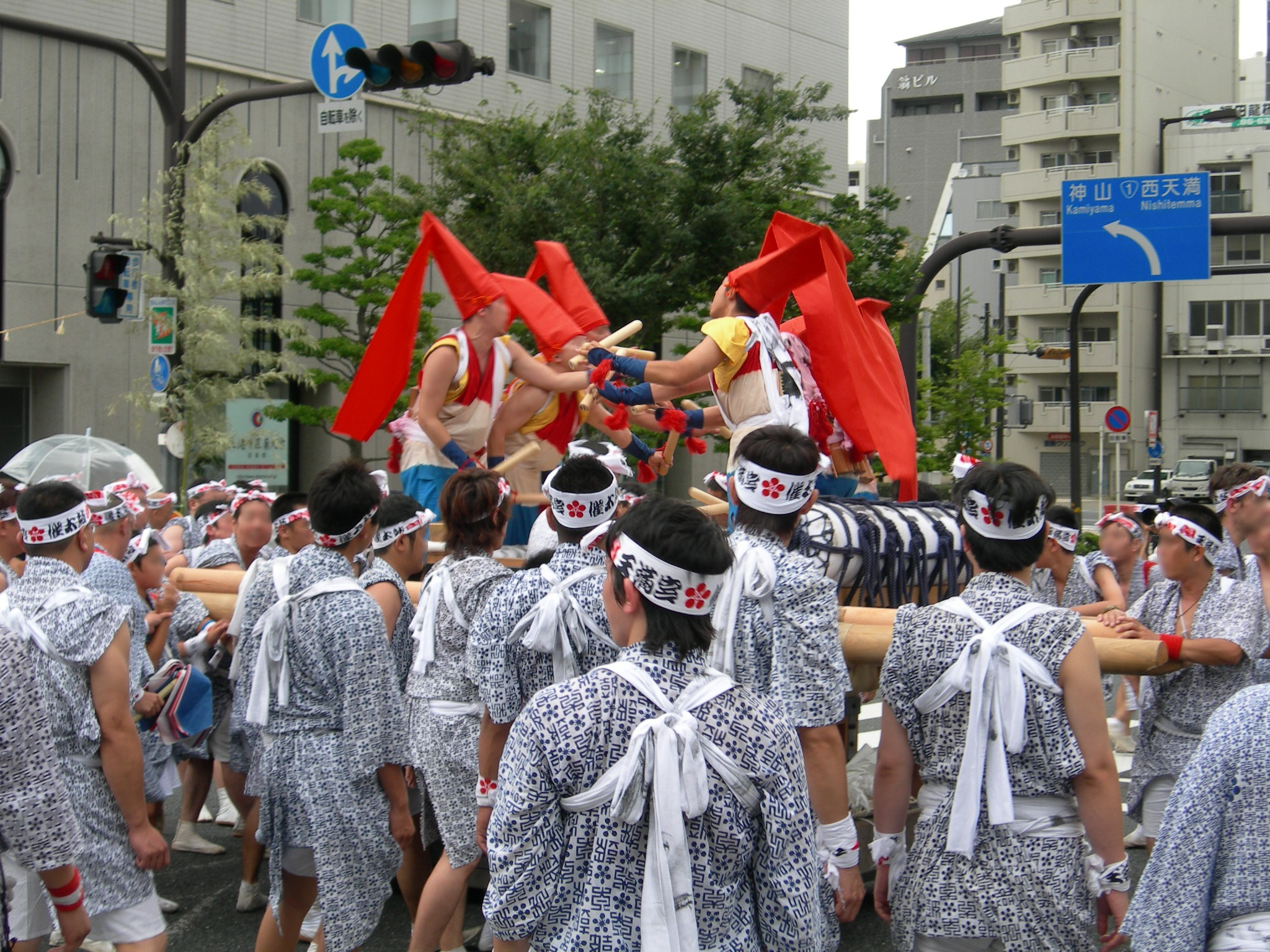
天神祭り（大阪市・難波橋）
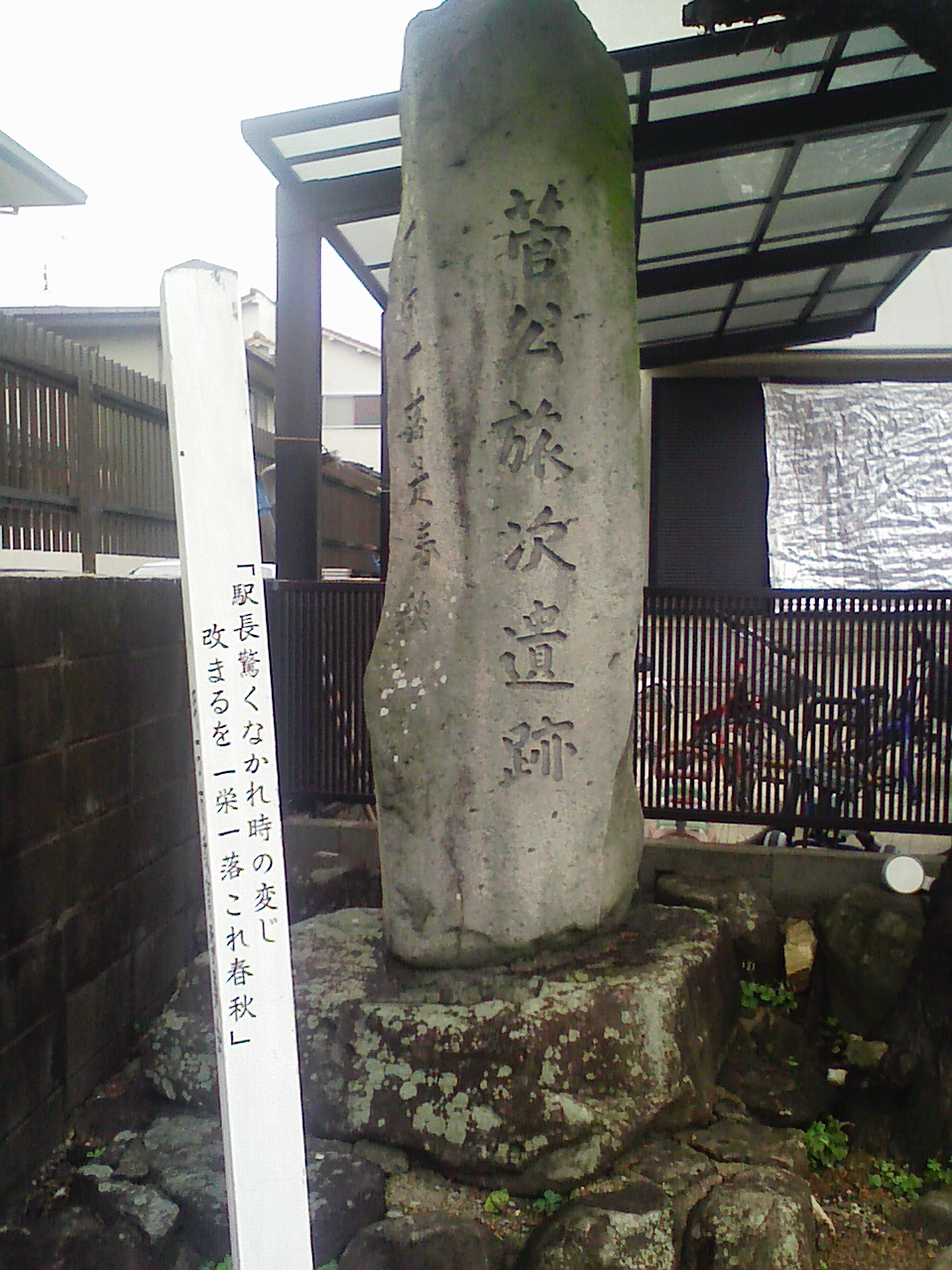
菅公旅次遺跡
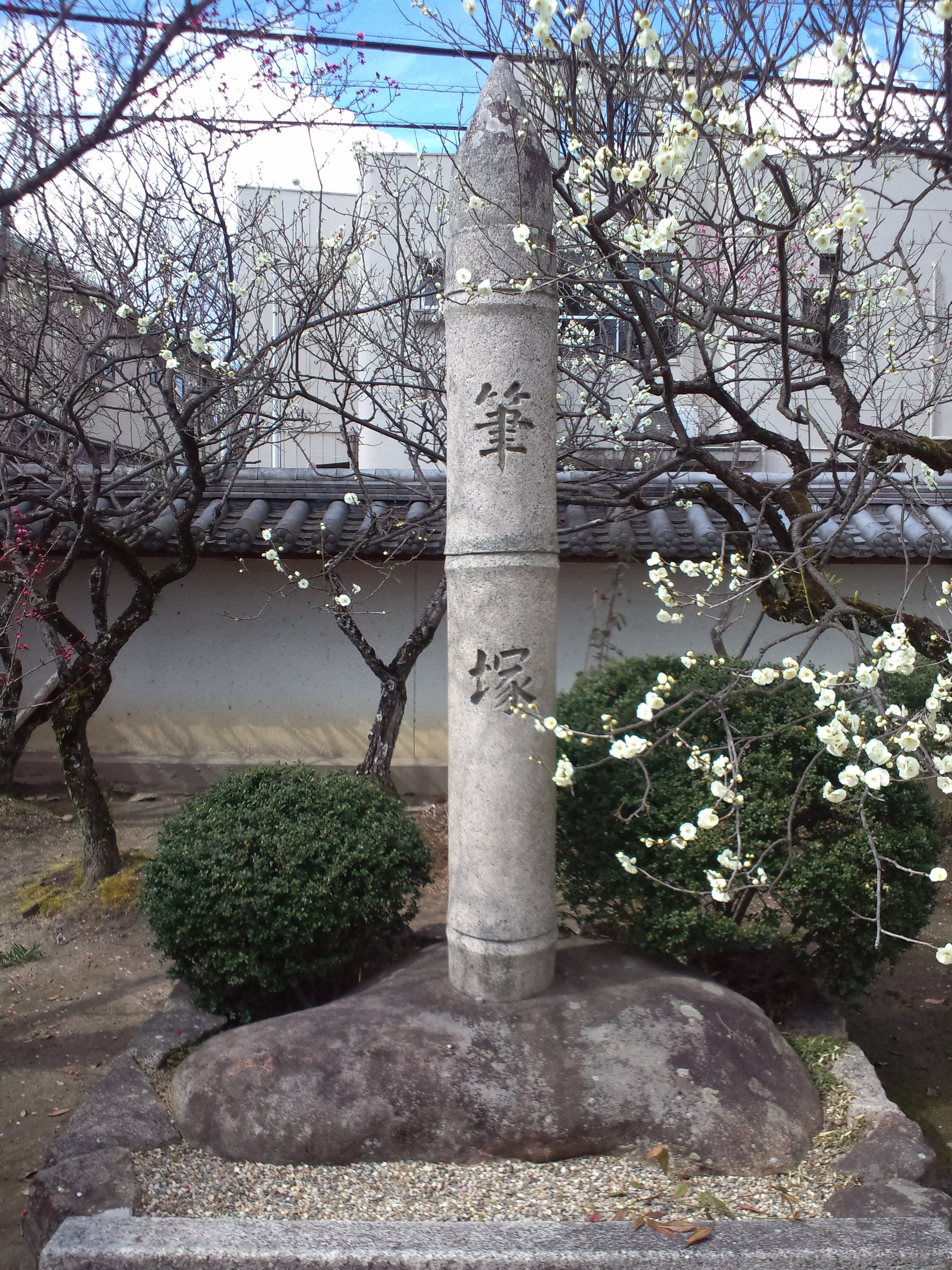
筆塚（奈良市・菅原天満宮）
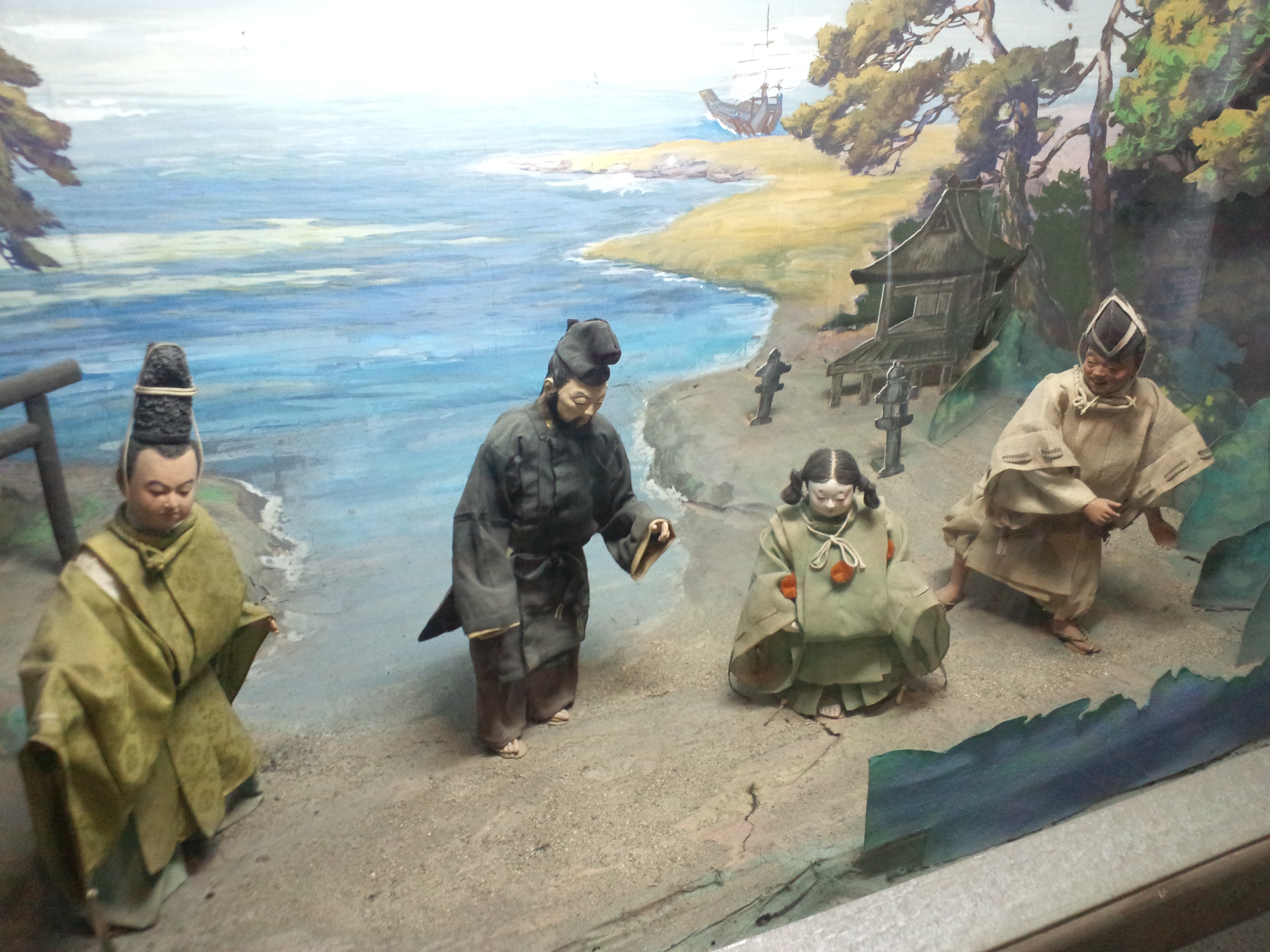
博多人形『大将軍社参拝』（管公縁起・大阪天満宮）
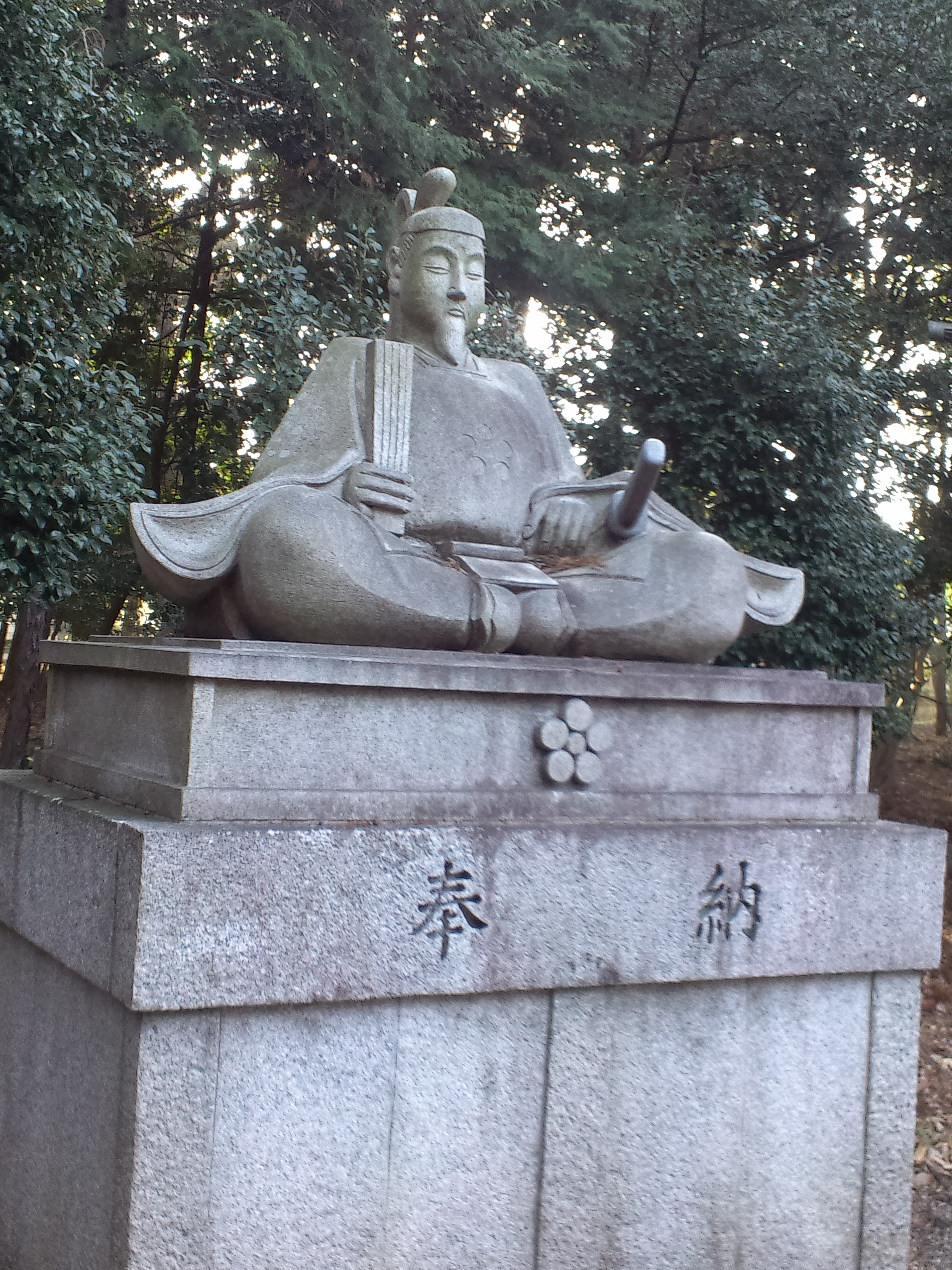
菅原道真像（大城神社・滋賀県東近江市）
菅原道真像（渡辺長男作　東京都八王子市・御衣公園）
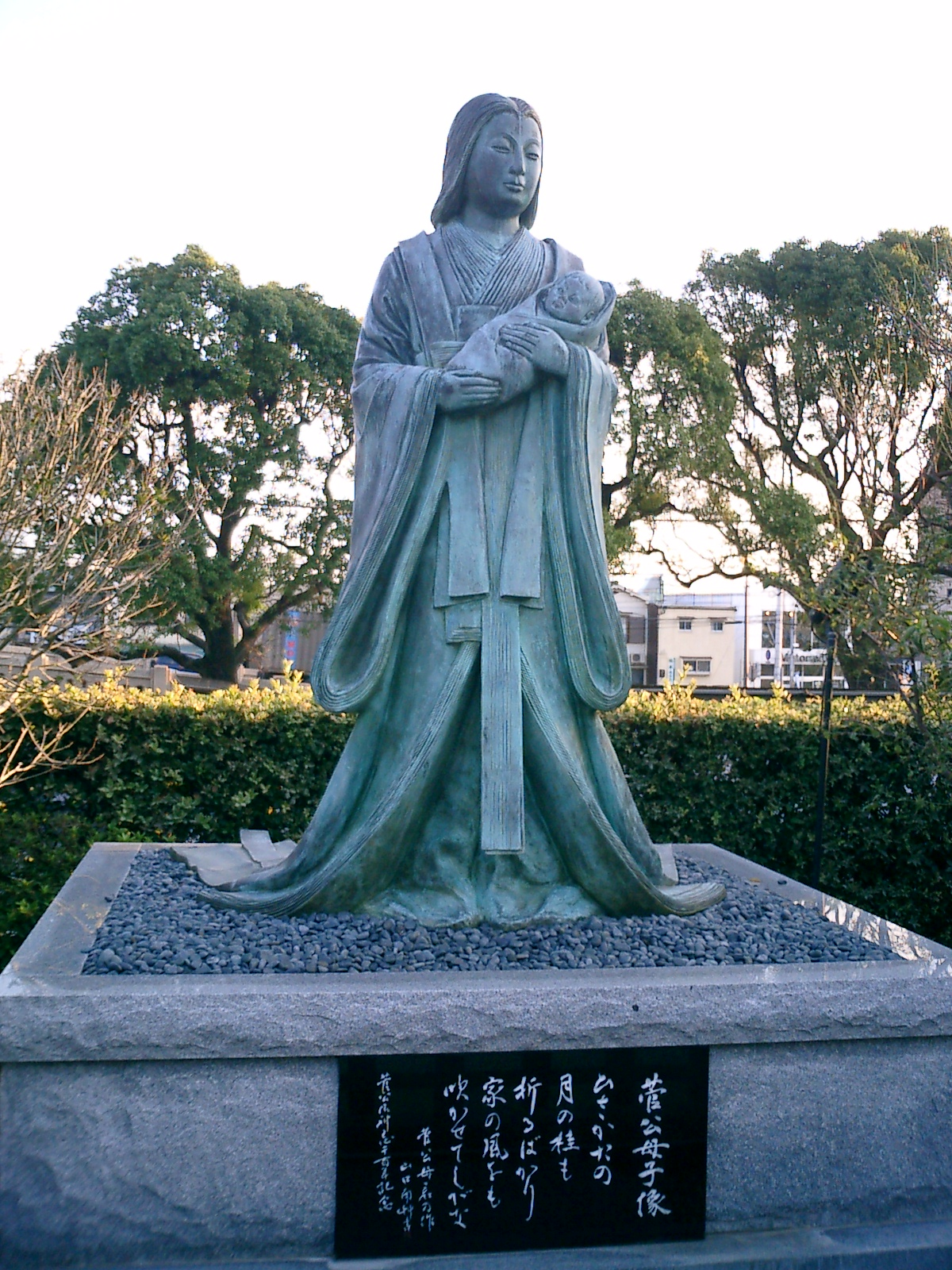
須磨綱敷天満宮（神戸市）の菅公母子像
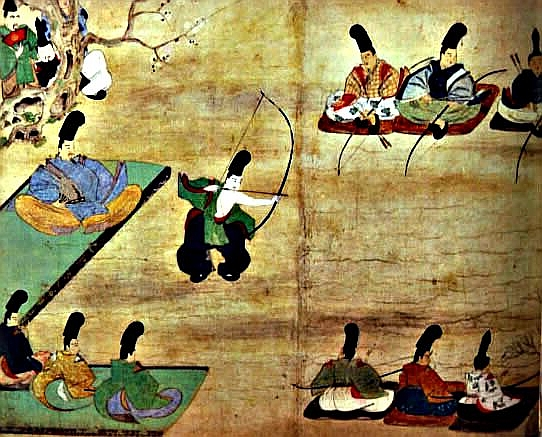
都良香邸で弓を引く道真。北野天神縁起絵巻（承久本）より。